# Zbyněk Sekal
Zbyněk Sekal (12. července 1923 Praha – 24. února 1998 Vídeň) byl český sochař, malíř a překladatel. Za druhé světové války byl tři roky vězněn v koncentračním táboře Mauthausen. Po okupaci Československa vojsky Varšavské smlouvy v srpnu 1968 emigroval do Rakouska. Už v polovině 60. let byl považován za jednoho z nejvýznamnějších a nejosobitějších českých sochařů.

## Život

### 1923–1968
V letech 1934–1941 vystudoval reálné gymnasium a obchodní akademii a poté krátce pracoval jako praktikant v nakladatelství Topič. Už před válkou se podílel na činnosti Komitétu demokratického Španělska a později působil v levicovém protinacistickém Národním hnutí pracující mládeže. Na počátku války tragicky ztratil otce. Roku 1941 byl jako osmnáctiletý zatčen za šíření letáků, vězněn v Praze na Pankráci, v Malé pevnosti v Terezíně a další tři roky až do konce války v Mauthausenu, kde rok pracoval v kamenolomu. V koncentračním táboře se sblížil s polským malířem Marianem Boguszem a později se jako písař v kanceláři zdokonalil v němčině, ze které později překládal i velmi náročné filosofické texty.
Roku 1945 byl přijat ke studiu na VŠUP do ateliéru prof. Františka Tichého a navázal přátelství se spolužáky M. Medkem, S. Podhrázským, Zdeňkem Virtem, J. Lehoučkou a Z. Palcrem. Vrátil se do skupiny Spořilovských surrealistů, která se začala formovat z jeho generačních přátel už na počátku války. Na zájezdu do Paříže, který pro studenty roku 1947 organizoval prof. Václav Nebeský, několikrát navštívil Mezinárodní výstavu surrealismu v galerii Maeght. Silně na něj zapůsobila syrovost instalací s reminiscencemi války a lágrů a primitivizující malby (ve Foyer de l'Art Brut ?) J. Dubuffeta. Seznámil se také s Toyen, která zde připravovala obrazy pro pražskou výstavu v Topičově salonu. Krátce před cestou do Paříže se ve 24 letech oženil s Ludmilou Purkyňovou, se kterou měl syna Jana.
Ve studiích na VŠUP pokračoval u prof. Františka Muziky a v ateliéru prof. Emila Filly, ale v roce 1950 školu opustil bez diplomu aby se nemusel podrobit zpolitizovaným státním zkouškám. V době po odchodu ze školy patřil k tzv. libeňskému okruhu Bohumila Hrabala a byl autorem generačního prohlášení "Doslov aneb Abdikace" (1951), které vyšlo poprvé v samizdatu jako součást Hrabalovy knihy Něžný barbar (edice Petlice).

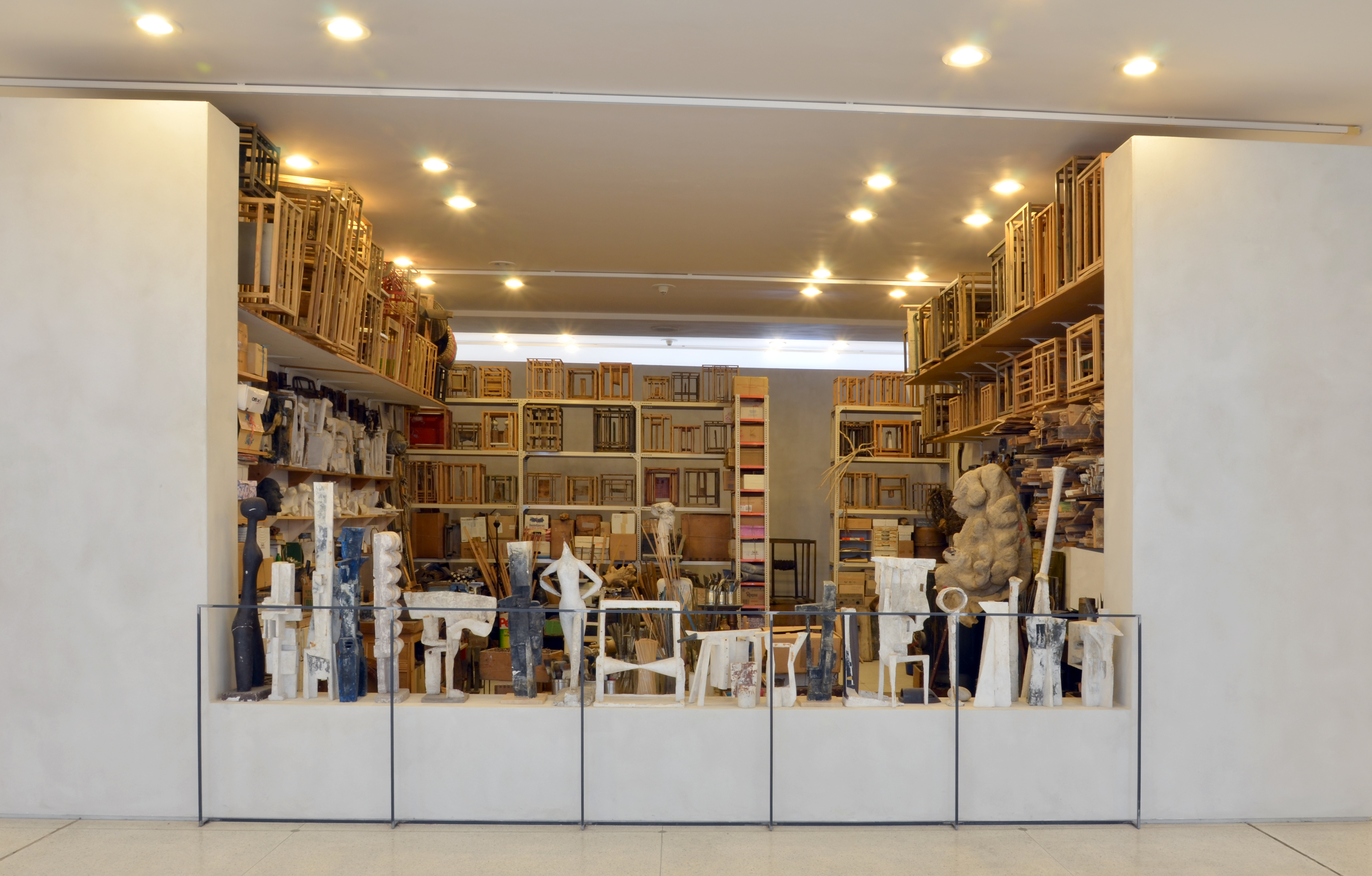
Zbyněk Sekal, rekonstruovaný ateliér, Národní galerie v Praze, Veletržní palác

V letech 1951–1953 byl zaměstnán jako propagační referent na Generálním ředitelství masného průmyslu a jako literární redaktor Nakladatelství politické literatury (později Svoboda), v zimě 1952/1953 absolvoval vojenskou službu. V marné snaze zachránit rozpadlé manželství se odstěhoval za manželkou do Bratislavy a v následujících letech do roku 1958 zde žil osamocen a pracoval jako překladatel z němčiny a výtvarný redaktor. Udržoval však písemný i osobní styk s pražskými přáteli (Mikuláš Medek, Egon Bondy) a posílal jim rukopisy svých překladů. Centrem jeho zájmu byli v té době ruští předrevoluční myslitelé (Berďajev, Šestov) a zejména existencialismus a fenomenologie (Nietzsche, Husserl, Schopenhauer, Freud, Jaspers, Heidegger), Franz Kafka, Hermann Hesse a Ludwig Feuerbach. Jako host byl přizván na první výstavu skupiny Máj v roce 1957. Druhé výstavy roku 1958 se účastní jako člen a vrací se do Prahy. Sekal se stal členem Máje kvůli svým přátelům, ale s programem skupiny se neztotožnil. V 50. letech i pod vlivem četby pociťoval "vnitřní emigraci", ve své tvorbě zůstal solitérem a už dlouho před srpnovou okupací roku 1968 uvažoval o odchodu do Rakouska.
Následující rok cestuje do Moskvy a Leningradu (1959) a roku 1961 se sochaři Zdeňkem Palcrem a Miloslavem Hájkem do Varšavy a Gdaňska. Navštívil Mariana Bogusze a seznámil se s členy Gruppy 55 a polskou avantgardou kolem galerie Krzywe Kolo. Spolužačka Z. Palcra z Wagnerova ateliéru na VŠUP Alina Szapocznikow ho seznámila se sochařkou Barbarou Pniewskou, jejíž materiálová tvorba byla inspirací pro první z jeho skládaných obrazů. Počátkem 60. let se přiblížil informelu a patřil k iniciátorům proudu imaginativní a strukturální abstrakce, ale odlišoval se svým přísně intelektuálním přístupem k tvorbě. Roku 1961 se podruhé oženil s Helenou Waldvogelovou, se kterou měl syna Ondřeje.
Od roku 1961 měl vlastní ateliér na Bělohorské ulici v Břevnově a roku 1965 první samostatné výstavy ve Špálově galerii v Praze, Domě pánů z Kunštátu v Brně a ve Vídni. Roku 1966 navštívil Východní Berlín a Drážďany. V Německu navázal přátelské kontakty, které mu po emigraci umožnily využít stipendium DAAD vypsané Akademie der Künste a získat v Berlíně malý ateliér.
V šedesátých letech se zúčastnil keramických sympozií v Gmundenu (1964, 1965) a sochařských sympozií v St. Margarethen (1966) a Vyšných Ružbachoch (1967). Ani při tesání kamene neopustil důležitý princip sepětí s pamětí a dospěl k organickému tvaru, který připomíná pískovcové skály na Děčínsku, které znal z dětství.

### 1968–1998

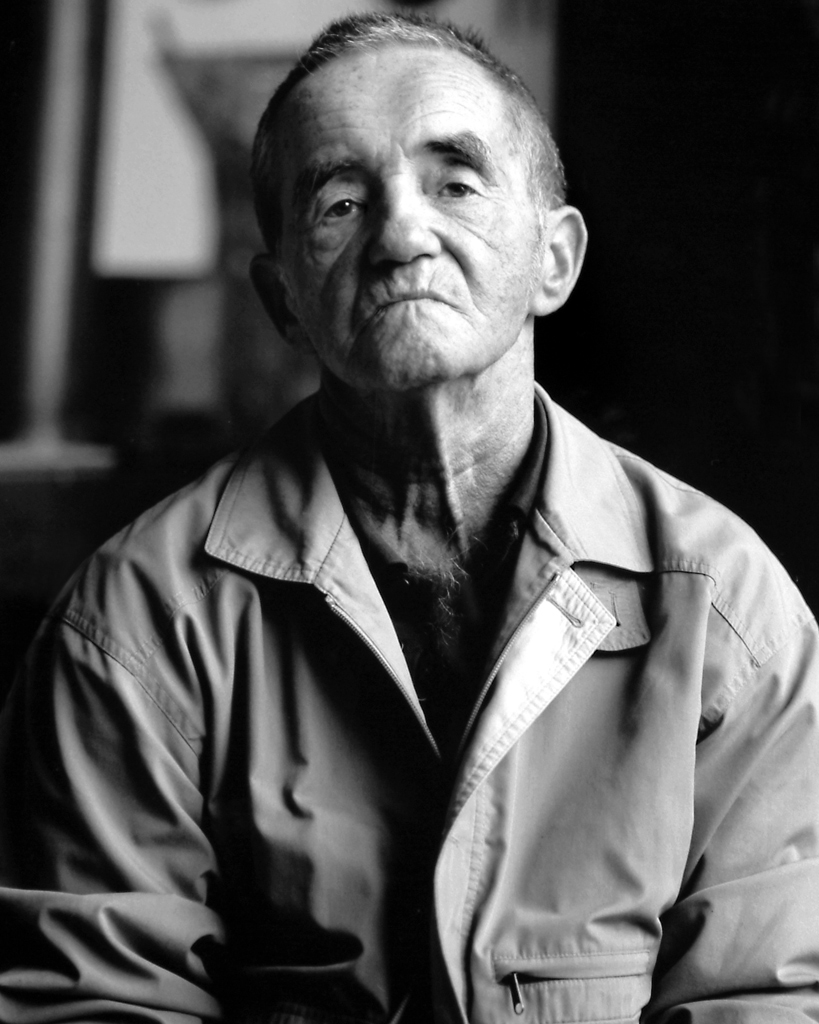
Zbyněk-Sekal, portrét od Evy Choung-Fux, 1994

Po sovětské okupaci v srpnu 1968 emigroval nejprve do Berlína, pak do Düsseldorfu a nakonec se roku 1970 natrvalo usadil ve Vídni. V Praze musel zanechat několik desítek plastik, z nichž pouze část mohl přivézt do Vídně jeho syn, kterého StB roku 1983 donutila k vystěhování.

V letech 1972–1974 vyučoval na Staatliche Akademie der Bildenden Künste ve Stuttgartu. Po emigraci prožíval tvůrčí krizi, chyběla mu partnerka, která zůstala v Čechách a role pedagoga mu jako introvertovi byla cizí. Ve Vídni se oženil s Christine Pullitzerovou. Od roku 1974 do počátku 80. let byl členem Wiener Secession.
Během zimy 1980–1981 pobýval na pozvání Stedelijk Musea na studijním pobytu v Amsterdamu. V Rakousku obdržel roku 1984 cenu města Vídně za sochařství. Roku 1995 vrátila Národní galerie Zbyňku Sekalovi díla, která zadržovala po jeho emigraci během normalizace. Roku 1989 podnikl cestu do Japonska.
Po roce 1989 byly jeho práce vystaveny postupně v Brně, Opavě, Bratislavě (1992–1993) a na velké retrospektivní výstavě GHMP v Městské knihovně v Praze (1997). Národní galerie v Praze ve Veletržním paláci rekonstruovala roku 2014 Sekalův vídeňský ateliér a vystavuje ho ve stálé expozici spolu s velkým souborem Sekalových soch. Autorem architektonického řešení byl atelier MCA, architekti Miroslav Cikán a Pavla Melková. Kurátorem expozice byla Marie Klimešová.
V červenci 1996, v době příprav pražské výstavy, Sekal vážně onemocněl a musel se podrobit operaci plic. Zemřel ve Vídni 24. února 1998.

## Dílo

### Obrazy, kresby a sochy
První Sekalovy kresby ovlivněné kubismem a expresionismem vznikaly v letech 1940–1941 a během věznění za války. Důležitý byl jeho kontakt se surrealistou Lubomírem Vašátkem, který později zahynul v Mauthausenu. Během studií v letech 1945–1950 se zabýval figurací, ale experimenty s netradičními technikami surrealistů, zejména koláží a frotáží, předznamenaly jeho pozdější zájem o materiálovou tvorbu. Jeho sochařská tvorba se pohybuje mezi modelací a objektem a vychází z transformovaných principů kubistické plastiky. Umělecky blízký mu byl Fritz Wotruba.
Sekal udržoval blízké přátelství s Mikulášem Medkem a v cyklech kreseb, často autoportrétů zpytujících vlastní osobnost (Muž který kouří), zkoušel různé varianty od veristických po expresivní a imaginativní. Fotografiemi tváře své ženy se surrealistickými instalacemi (1947) a svými fotografickými montážemi předešel pozdější podobnou tvorbu Emily Medkové z roku 1949. V té době také sestavoval surrealistické objekty a vytvořil několik návrhů knižních obálek k dílům Bretona, Kafky nebo Meyrinka. Jedním z prvních motivů jeho poválečných kreseb je Oplakávání oběšence, později zátiší, kresby ptáků, karikované kresby vojáků v uniformách a nakonec chladná odosobněná reminiscence války (Neznámý generál, 1959).
Sekalova první sochařská díla jsou studie hlav a poprsí v patinované sádře (Hlava dívky, 1957, Poprsí, 1957), na kterých si ověřuje zjednodušenou modelaci. V kontextu českého sochařství 50. let je výjimečná jeho Hlava se zavřenýma očima (1955), která je stylizovaným autoportrétem a neznázorňuje spánek, ale pohled obrácený dovnitř. Časově souvisí s rozchodem s jeho první manželkou. Autobiografické tendence se v Sekalově tvorbě projevují i v sebereflexi prostřednictvím deníkových záznamů. Koncepčně mu byl blízký Paul Klee svým "Portrétem muže zakoušejícího vnitřní svět" i chápáním umění nikoli jako "zobrazení viditelného", ale jako "zviditelňující spíše v ezoterickém smyslu".
Koncem 50. let Sekal vytvořil několik komorních soch, v nichž se vyrovnává s postkubistickou (Kentaur a dáma, 1956) a imaginativní inspirací (Nesoucí postava, 1957). Socha Panáček modrý květ (1957) odkazuje k Novalisovu románu a v kontextu českého sochařství 50. let představuje mimořádný čin svou radikálností a nezávislostí na jakýchkoli vzorech. Existenciálními symboly jsou kresby i sochy ptáků (Pták, 1957), ale zejména dvě sugestivní plastiky evokující válečné utrpení (Křičící hlava, Mrtvá hlava, obě 1957).

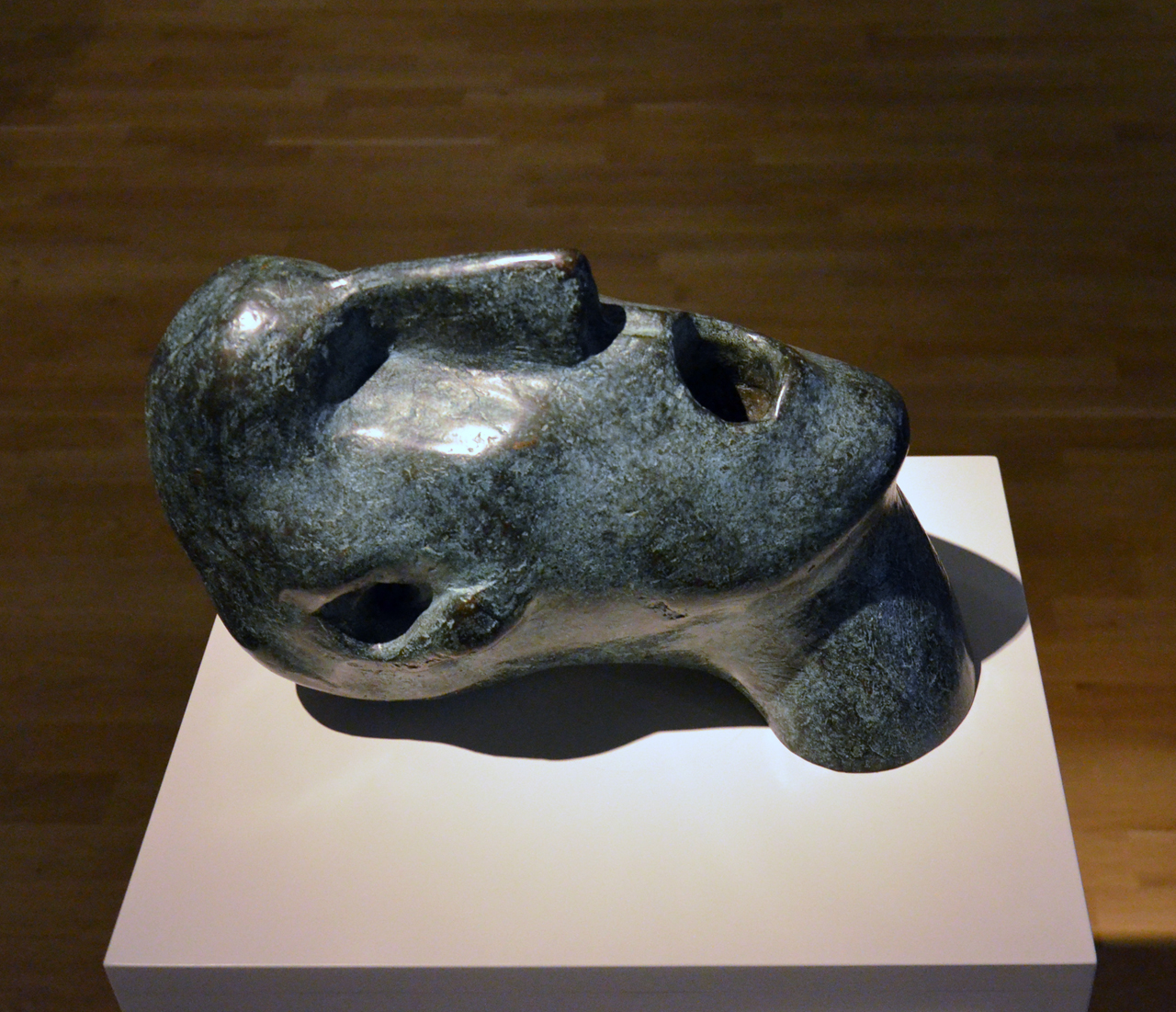
Mrtvá hlava, 1957, bronz, Muzeum umění Olomouc
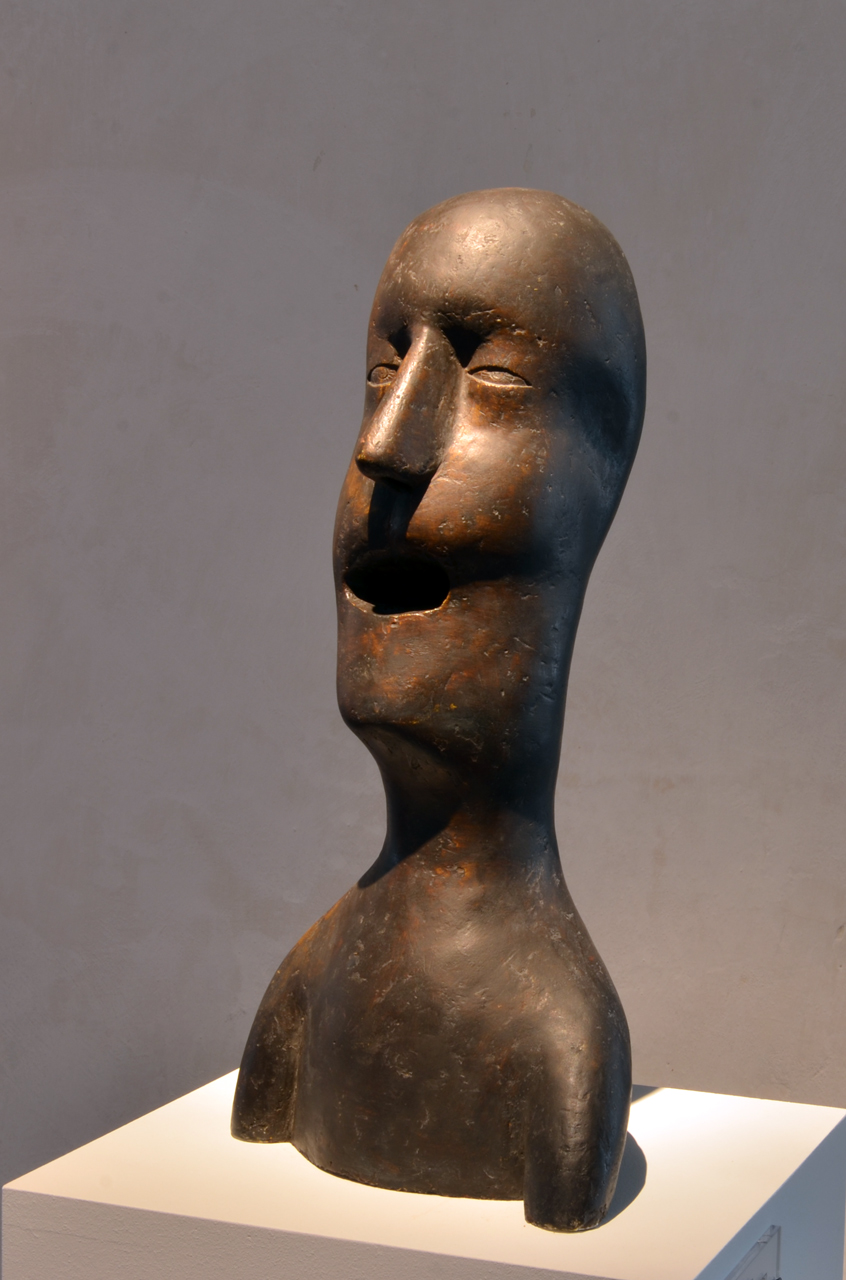
Křičící hlava, 1957, patinovaná sádra, GASK Kutná Hora
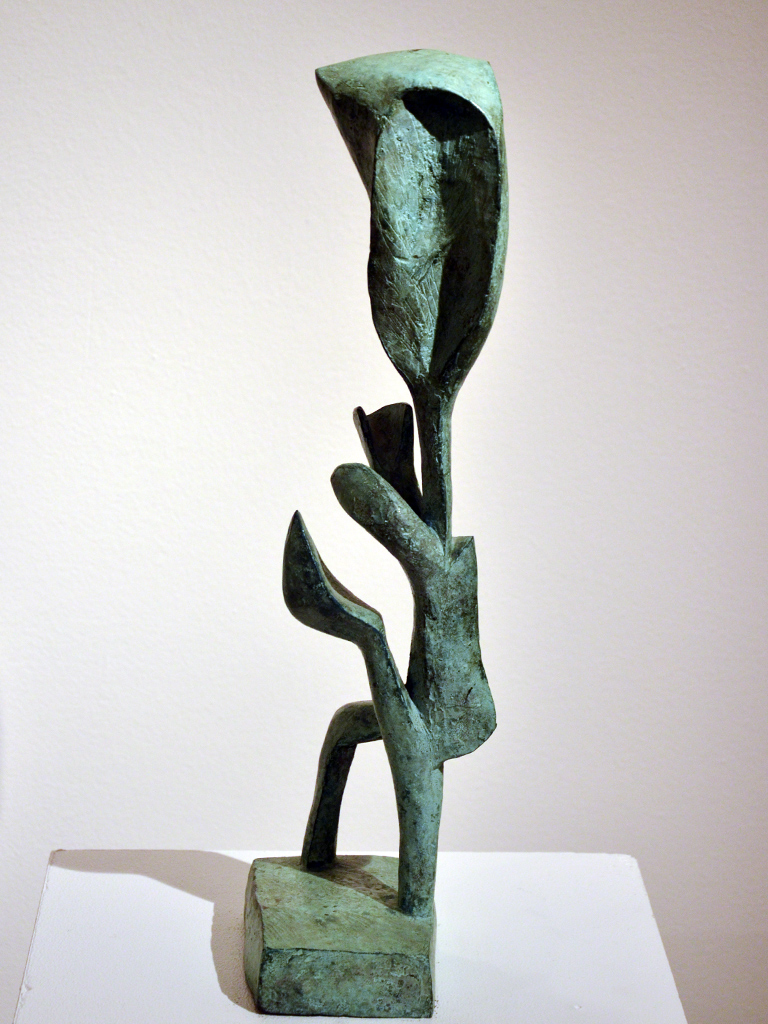
Panáček modrý květ, 1957, soukromá sbírka
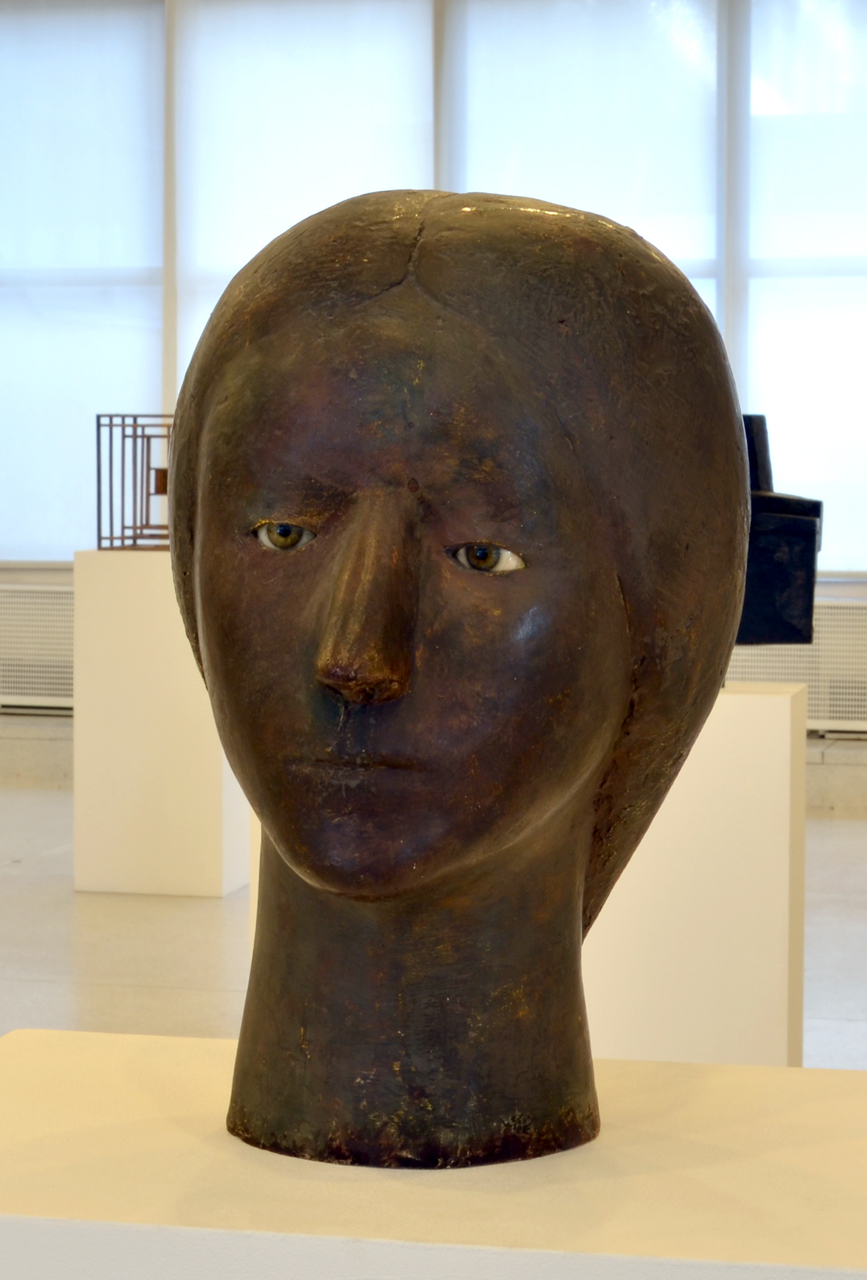
Hlava, 1957, patinovaná sádra, sklo

Radikální transformací figury vzniká série soch s novým obsahovým poselstvím (Obydlí, 1958, 1959), které pak Sekal jinou formou znovu zpracuje v 80. letech. Pojem Obydlí pochází z Kafkovy povídky Der Bau (1923-1924) (česky Doupě, 1931) a souvisí se Sekalovou potřebou nalézt úkryt, kam by mohl uniknout z každodenního provozu a soustředěně pracovat. Obydlí II má volně antropomorfní podobu válečného invalidy a představuje přechod k transparentní soustavě linií bez vnitřního jádra (Obydlí, 1958) a sochám, které nabývají podobu stavby (Obydlí, 1964). V 60. letech jsou rozměrné plastiky Vratké stavby prostředkem sebeidentifikace a znázorněním pocitu křehkosti a nemožnosti nalézt východisko jak tento stav překonat. Sochy budoval jako živé organismy prorůstáním hmoty a přikládáním prvků, které představovaly labyrinty a tajné jeskyně. Současně vznikly i jeho první skládané reliéfy, koncipované jako drátěné změti (Spleť, 1967)
Od počátku 60. let se Sekalova figurativní tvorba vyvíjí k postupné deformaci a zjednodušení tvaru, někdy s důrazem na plastický objem (Pes, 1963), jindy na struktury povrchu sochy (Návěští, Mučené mučidlo, 1963). U abstraktních námětů je figurace potlačena a vedle hmoty hraje důležitou roli prázdný objem (Návěští, 1957, Bukva, 1968) nebo se sochy plošným ztvárněním přibližují reliéfu (Čtvrcení, 1963, Bez názvu, 1966).

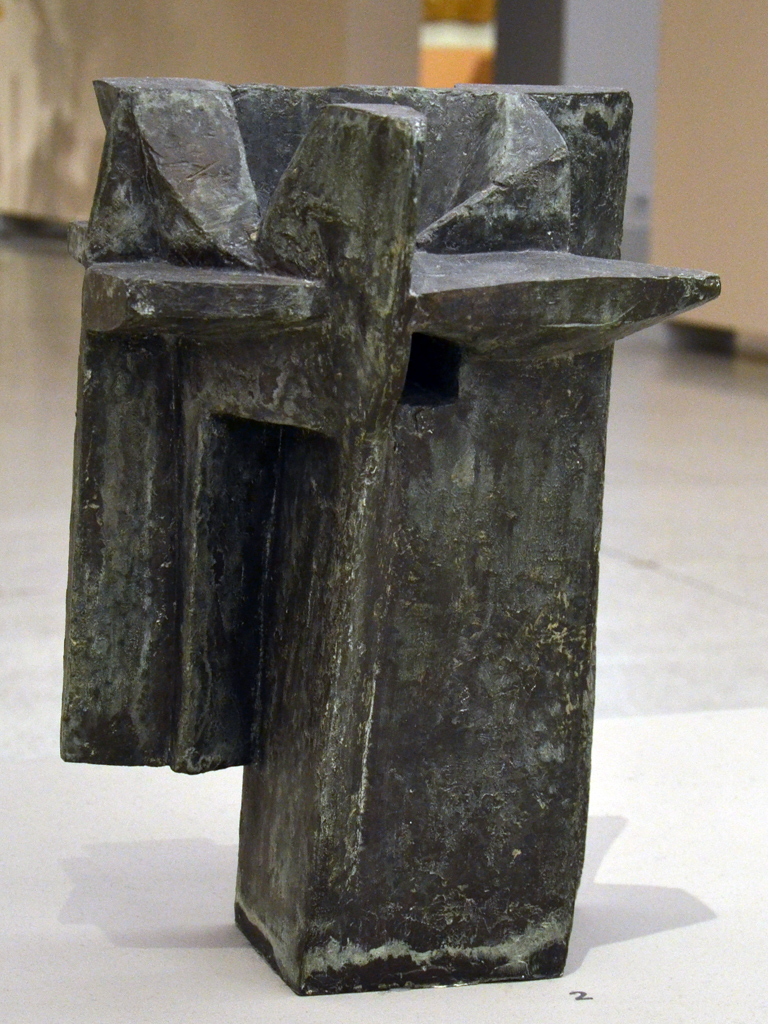
Obydlí I, 1958, patinovaný cín, Národní galerie v Praze
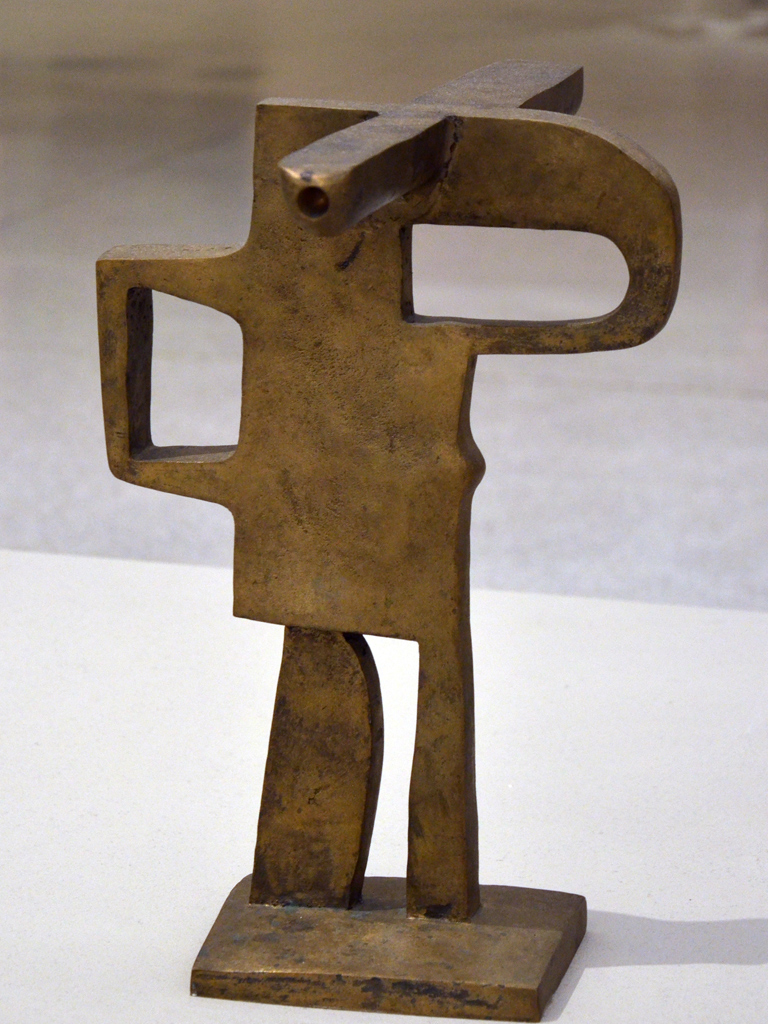
Figura, konec 50. let, bronz, Národní galerie v Praze
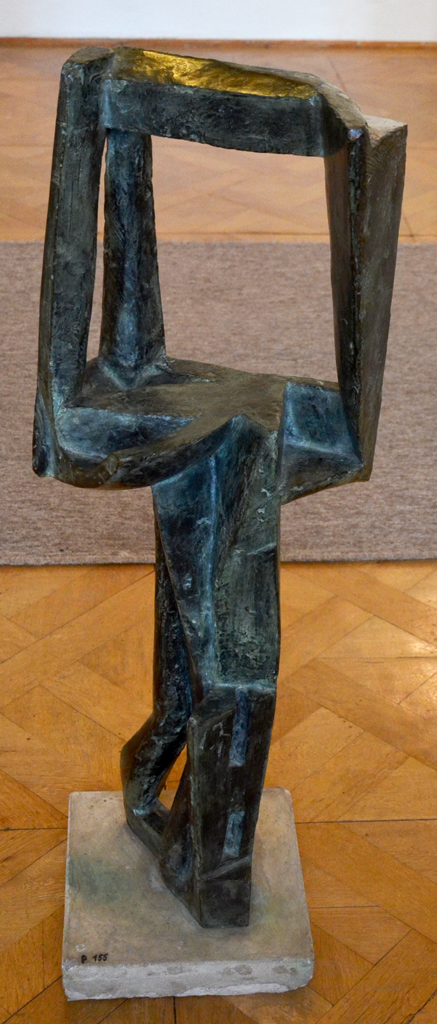
Údy, 1962, bronz, Oblastní galerie Liberec
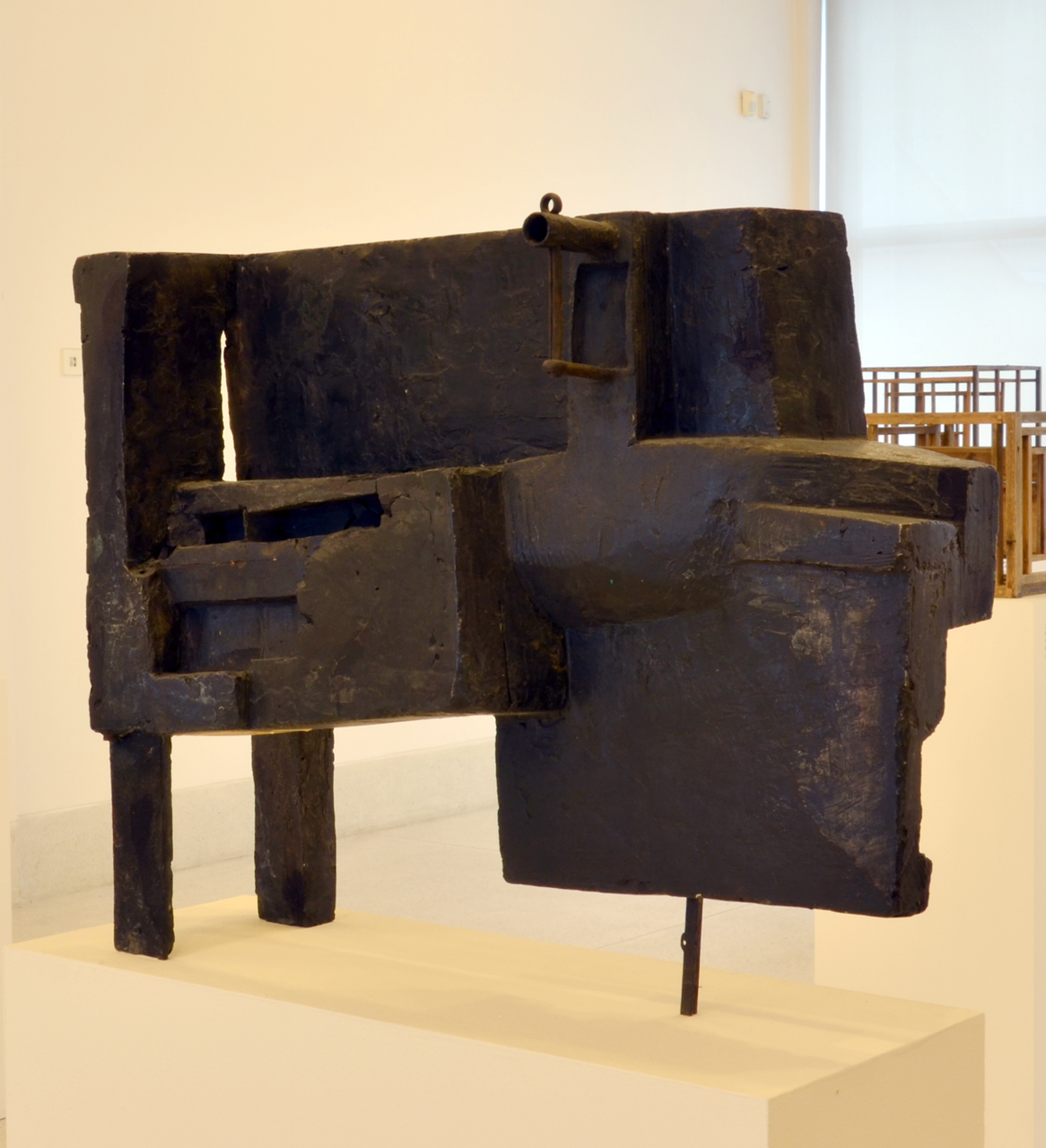
Jeskyňky II, 1964, patinovaná sádra, železo

Ve skládaných obrazech, které Sekal vytváří od roku 1962 paralelně s materiálovými kolážemi na papíře a považuje je spíše za jiný prostředek malby, je zřejmá prvotní inspirace surrealistickou asambláží, která vyhozené a poničené předměty uvádí do nových souvislostí. Sekal pro své asambláže využíval většinou předměty už použité, poznamenané lidskou činností. V letech 1962-1963 vznikla první série dřevěných asambláží cyklu Konce lesa, na kterou pak navázal během pobytu v Düsseldorfu (stěna pro Deutsche Bank, 1970) a dalšími díly v letech 1991-1995, koncipovanými jako precizní intarzované miniatury z přírodního dřeva.
Od roku 1964 vytvářel složité spleti z drátů, fixované na dřevěných deskách, které nazval Schéma účelného provozu, 1964. Odkazem na Heideggerův pojem provoz (Betrieb) vyjadřuje existenciální význam těchto labyrintů a svou vnitřní odcizenost společnosti. Povrchová strukturace, společná umělcům, kteří se v polovině 60. let zabývali informelem ve skupině Konfrontace je postupně nahrazena novou kvalitou, spočívající ve vytváření zdánlivého nebo skutečného geometrického řádu (Palindrom I, Královská procházka, 1968) a organizovanější podoby labyrintu. Sekal pracoval s nejrůznějšími nalezenými kovovými fragmenty a při skládání reliéfu zdůrazňoval paměť materiálu a hledal pro ni nový metaforický význam (Příměří, 1966). Na rozdíl od některých jeho generačních druhů se i v druhé polovině 60. let dokázal vyhnout formální exaltovanosti a estetizaci a jeho díla směřovala stále více k výrazové a tvarové střídmosti.  Po emigraci se v jeho skládaných obrazech více uplatňuje středová symetrie, pro kterou našel styčné body ve Strukturální antropologii Lévi Strausse.
Ojedinělým dílem je kamenný labyrint Malý kámen (Mauthausen) ze symposia v Sankt Marghareten roku 1966 a Sekalův Autoportrét (1973) jako spleť mosazných drátů, vytvořený během jeho působení ve Stuttgartu. Už v polovině 60. let a poté po emigraci v 70. letech se potřeba nalézt řád v chaosu drátů projevila zobrazením kříže jako tradičního křesťanského symbolu. Tato díla vyplynula i z dvouleté práce na souboru mobiliáře pro kostel v Lustenau (1977-1979).

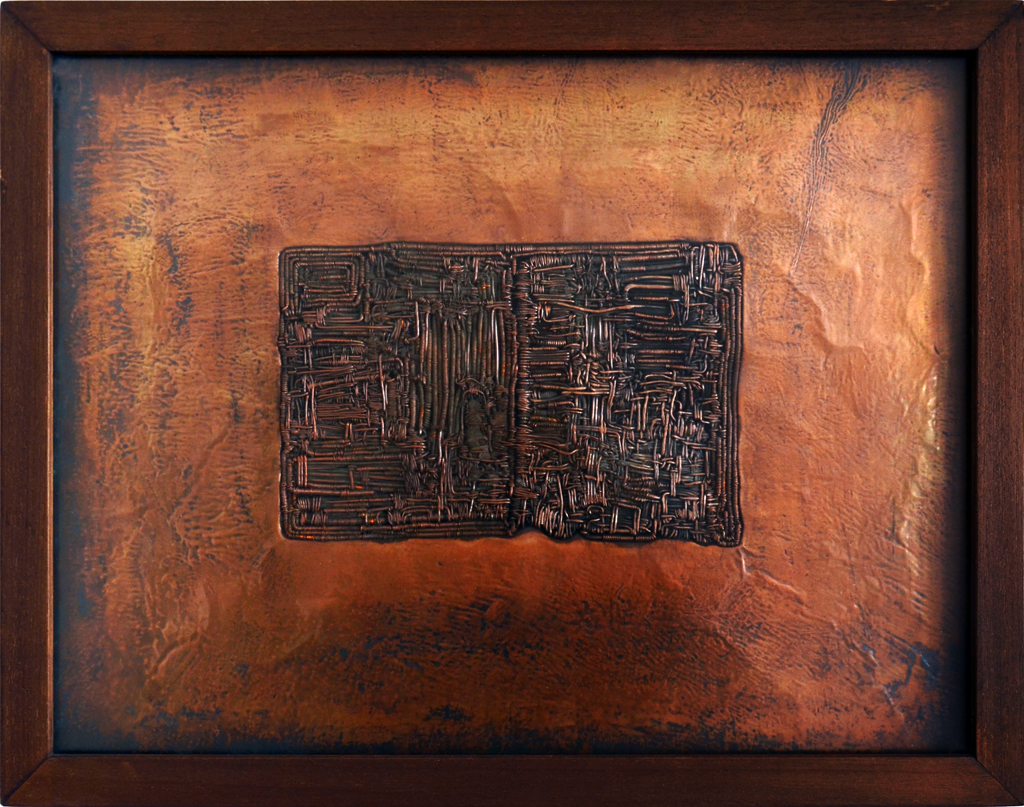
Bez názvu, 60. léta, soukr. sbírka
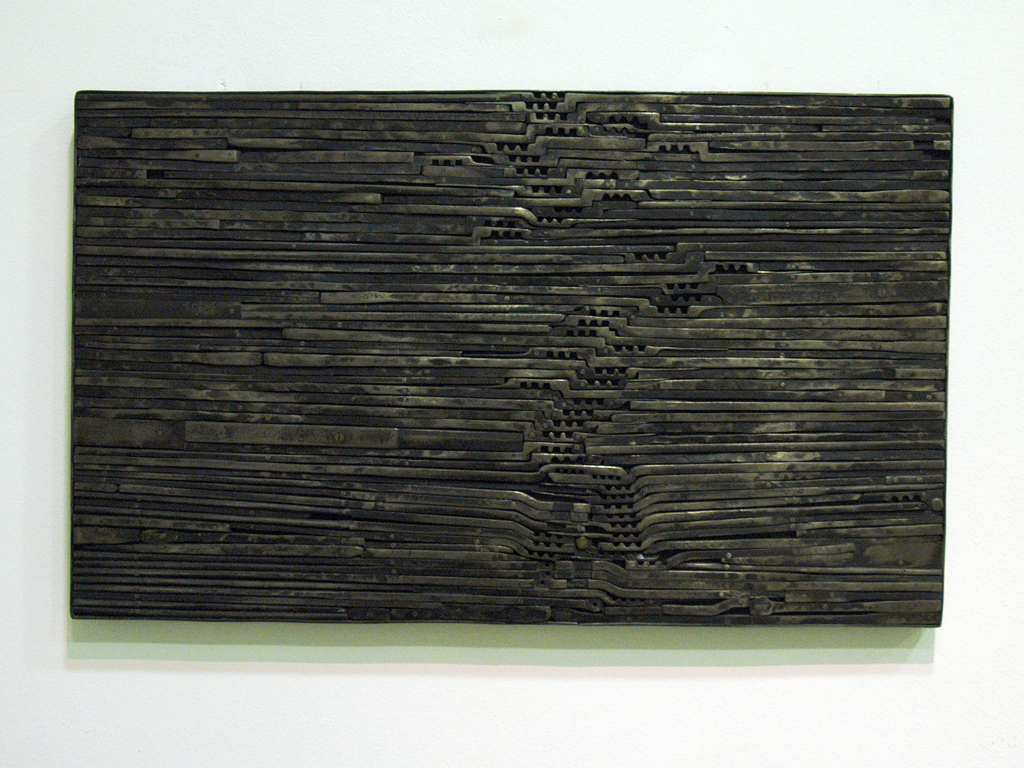
Pevně zaklesnuto, 1967
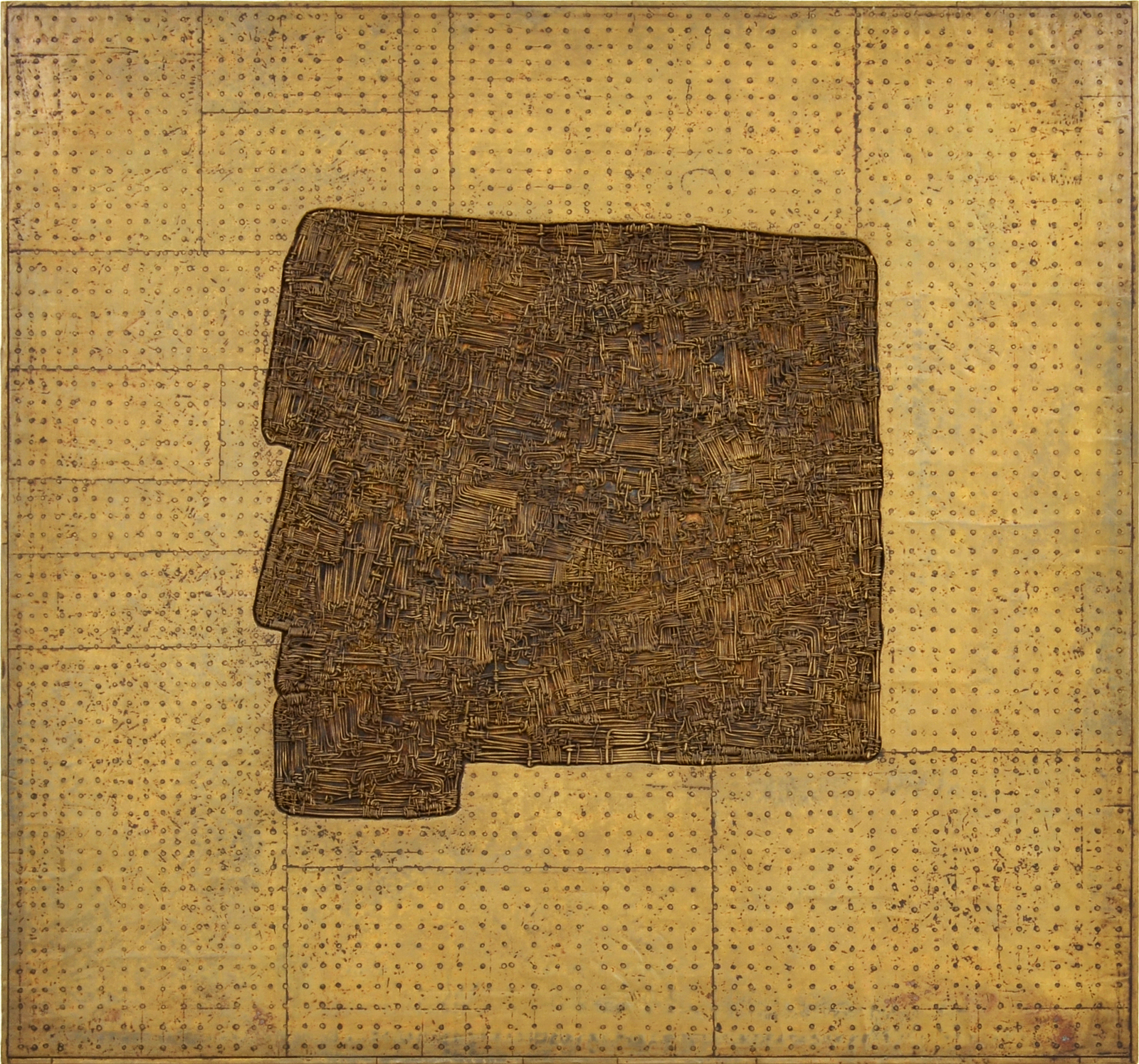
Velká hlava (Autoportrét), 1973
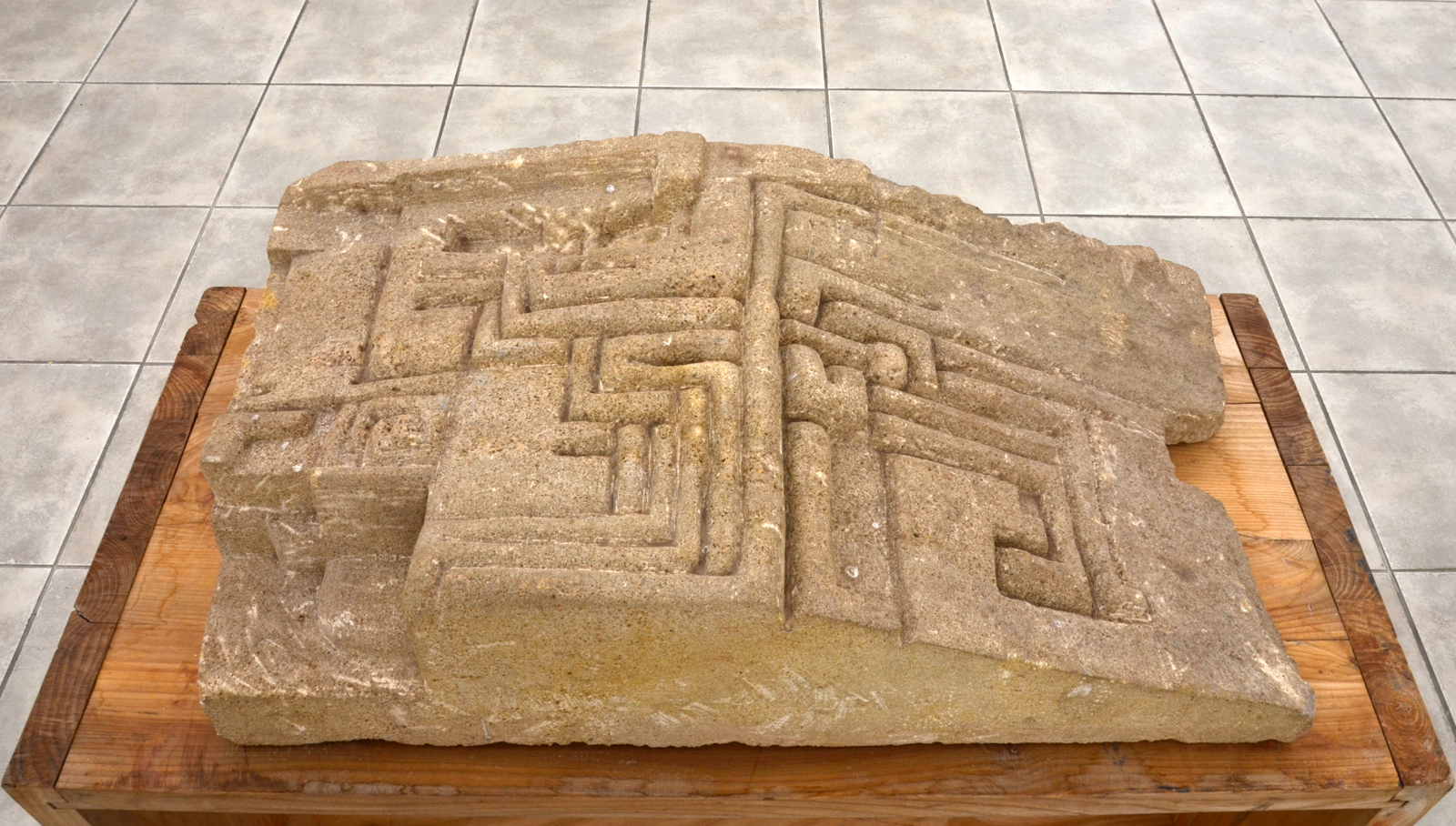
Malý kámen (Mauthausen) II, 1966

Roku 1964 Sekal vytvořil sádrovou sošku Ukřižovaného Krista napodobující raně středověká díla pro Vláčilův film Markéta Lazarová. V 60. letech se zúčastnil nově založeného keramického symposia v Gmundenu, kde vytvořil blokové abstraktní plastiky a při své druhé účasti sochu Ukřižovaného (1965) sestavenou z keramických bloků. Ze symposia v Sankt Margarethen roku 1966 zavítal na Benátské bienále, které se stalo silným výtvarným i spirituálním zážitkem a v následujících letech přispělo k pročišťování formy jeho soch i skládaných obrazů.
V komorních sochách ze 60. let se ještě vzácně objevuje náznak figurace (Prosím, už ne, 1966), častěji názvy symbolicky označují proces tvorby, podobně jako u Mikuláše Medka (Vlevo trochu jiná možnost, Příměří, 1966), nebo odkazují k procesu znovuzrození vyhozených věcí (Co zbývá dřevu, 1966). Ačkoli východiska Sekalových soch, reliéfů i schránek se vztahují k surrealismu, on sám se nikdy za surrealistu nepovažoval. Intelektuální složka, zkoumání prostorových vztahů a snaha po vytvoření řádu jsou v jeho díle nakonec vždy určujícím procesem.
Těsně před emigrací Sekala vyzval architekt Karel Filsak, aby navrhl fasádu z keramických obkladaček pro pražský hotel Intercontinental, který se stal jednou z nejvýznamnějších staveb brutalismu. Krátce po odchodu z Československa pak dostal zakázku od ředitele Deutsche Bank na realizaci monumentální stěny ze skládaného dřeva v domě Davida Hansemanna v Düsseldorfu. Stěna o rozměru asi 6 x 12 m se nedochovala a jsou známy pouze návrhy v měřítku 1:10.
Po emigraci do Vídně zprvu neměl ateliér a v kresbách se snažil tematicky navázat na díla, která musel zanechat v Praze. V dřevěných reliéfech se objevovaly stopy předmětů a dějů nebo chybějící střed. Ve skládaných obrazech tato díra odkazuje na otevřená ústa soch Křičící ústa a Mrtvá hlava, ale také k původnímu existenciálnímu pocitu při jejich vzniku (Díra, 1977). Během malířského symposia v Eisenstadtu roku 1973 vytvořil skládané obrazy z kousků kůže (Třetí pokus o simulaci magického předmětu, 1973) a materiál pro další díla sbíral a schraňoval až do 90. let. Vytvořil také řadu skládaných obrazů s křesťanskými motivy, kde symbolem utrpení jsou mimo kříže samotné hřeby (Kříž, 1972, 1977). Posedlost hřebíky provázela Sekala celý život. Od 60. let pracoval s omezeným rejstříkem předmětů, kterým ponechával jejich věcnost, ale formální střízlivost dovedl do krajních důsledků, zejména v pozdních pracích se stigmatickými předměty. Zcela osobní a intimní část jeho tvorby představuje skládání předmětů v obrazech do číselných řad. Vyrovnává se s traumatem věznění v koncentračním táboře tím, že své vězeňské číslo převádí na pouhé banální početní úkony (17 × 13 = 221, Z čísla počet, 1991, 58 x 58 = 3248, 1993).
Na přelomu 80. a 90. let se Sekal vrátil k modelování a navázal na miniaturní formáty vytvořené na počátku 70. let, které byly vyvolané pocitem stísněnosti v malém prostoru ateliéru. Komorní plastiky vytvořené ve Vídni odkazují k postkubistické figuraci (Poprsí, 1988, Figura, 1989), nebo jsou studiemi vztahu organického světa a abstraktních prostorových forem a záměrně neodkazují k reálnému základu (Bez názvu, 1988, 1990). V letech 1985-1991 využil otisky rostlinných šťáv, které na základě volných tvarových asociací dotvářel akvarelem. Kromě kreseb tvořil koláže s využitím odpadu jako slupky od banánu nebo salámové slupky.
Ke skládaným obrazům se autor někdy znovu vracel a některé přepracoval. Aby se tomu vyhnul, dospěl roku 1983 let k rozhodnutí dát jim třetí rozměr v podobě schránek z dřevěných latí, které zprvu označoval jako lešení. Ty chrání původní jádro, kolem kterého byly sestaveny, jako něco vzácného, ale jádro je zároveň i záminkou pro vznik celé konstrukce. Jak vyplývá autorových deníků, myšlenkou budovat plastiku zevnitř, od jejího jádra směrem do prostoru, se zabýval už od roku 1966 a poté znovu při tvorbě tabernáklu pro kostel v Lustenau roku 1979. Jako ozvěna surrealistického východiska tvorby sochaře je v centru schránek obvykle nějaký běžný předmět, nejčastěji prkénko poznamenané stopami používání, zatímco schránka představuje někdy cennou (Schránka z mahagonu, 1985), často složitou, přísně geometrickou a racionální konstrukci (Schránka s naznačeným křížem, 1992, Labyrint, 1993). Potřeba nedovolit druhým, aby se díla dotýkali a uzavřít ho do schránky vznikla v době, kdy pracoval na tabernáklu pro kostel v Lustenau. Souvisí i s jeho zájmem o šamanismus a černou magii, který se datuje od návštěvy Musée de l´Homme v Paříži roku 1947 a prohloubil se během pobytu v Amsterdamu, kde navštěvoval etnografické sbírky v Tropenmuseu a studoval etnologickou literaturu a knihy o magii a šamanismu.
Série kovových schránek z měděného drátu z počátku 90. let žádné jádro neobsahuje a představuje spíše jakési obrysy sochy, konstruované do složitých prostorových tvarů (Měděná schránka, 1991). Jsou založeny na pohledové mnohotvárnosti a sestaveny z konstrukčních prvků hustě omotaných tenkým měděným drátem se zvýrazněnými spoji.

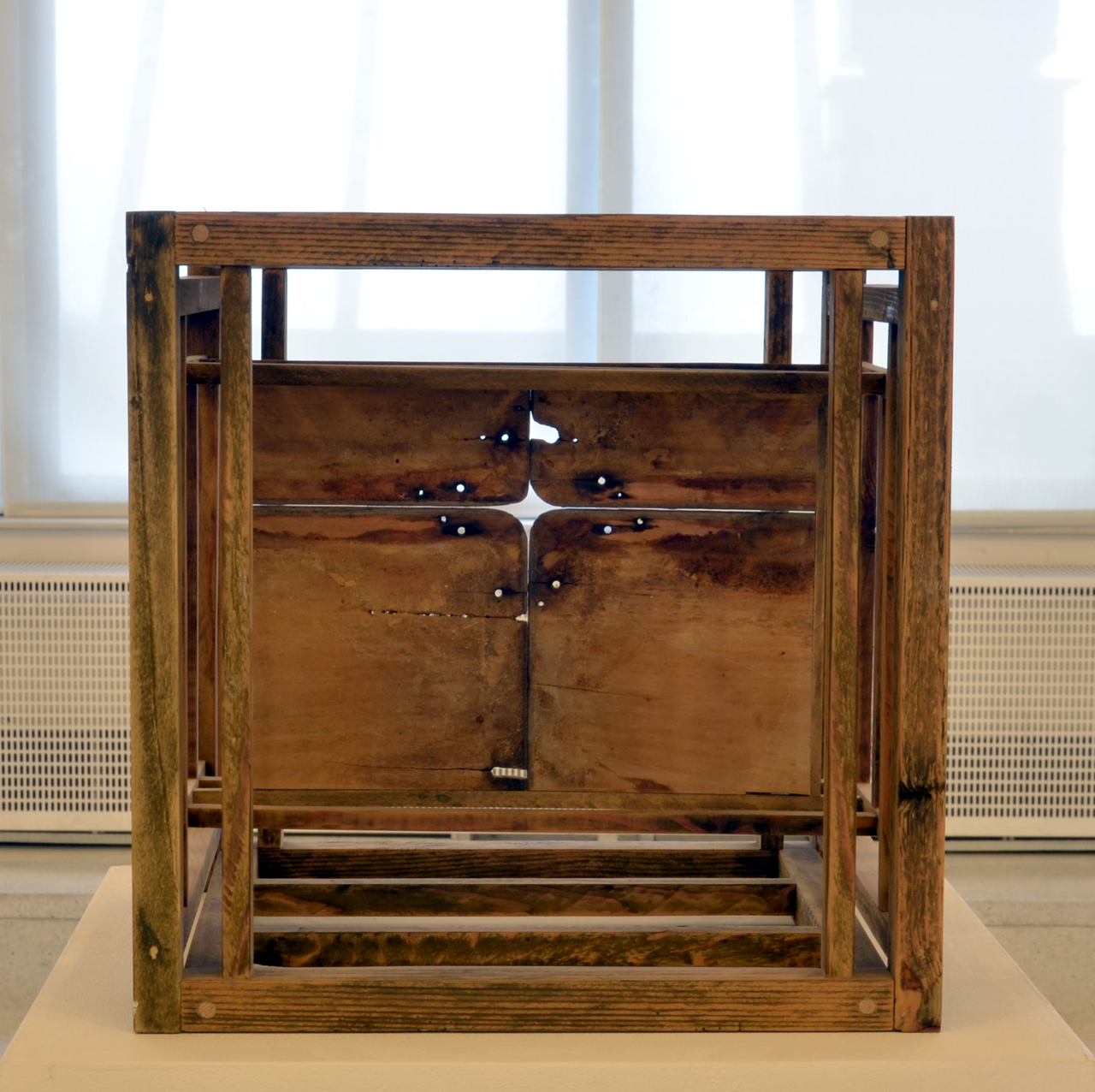
Schránka s křížem, 80.–90. léta
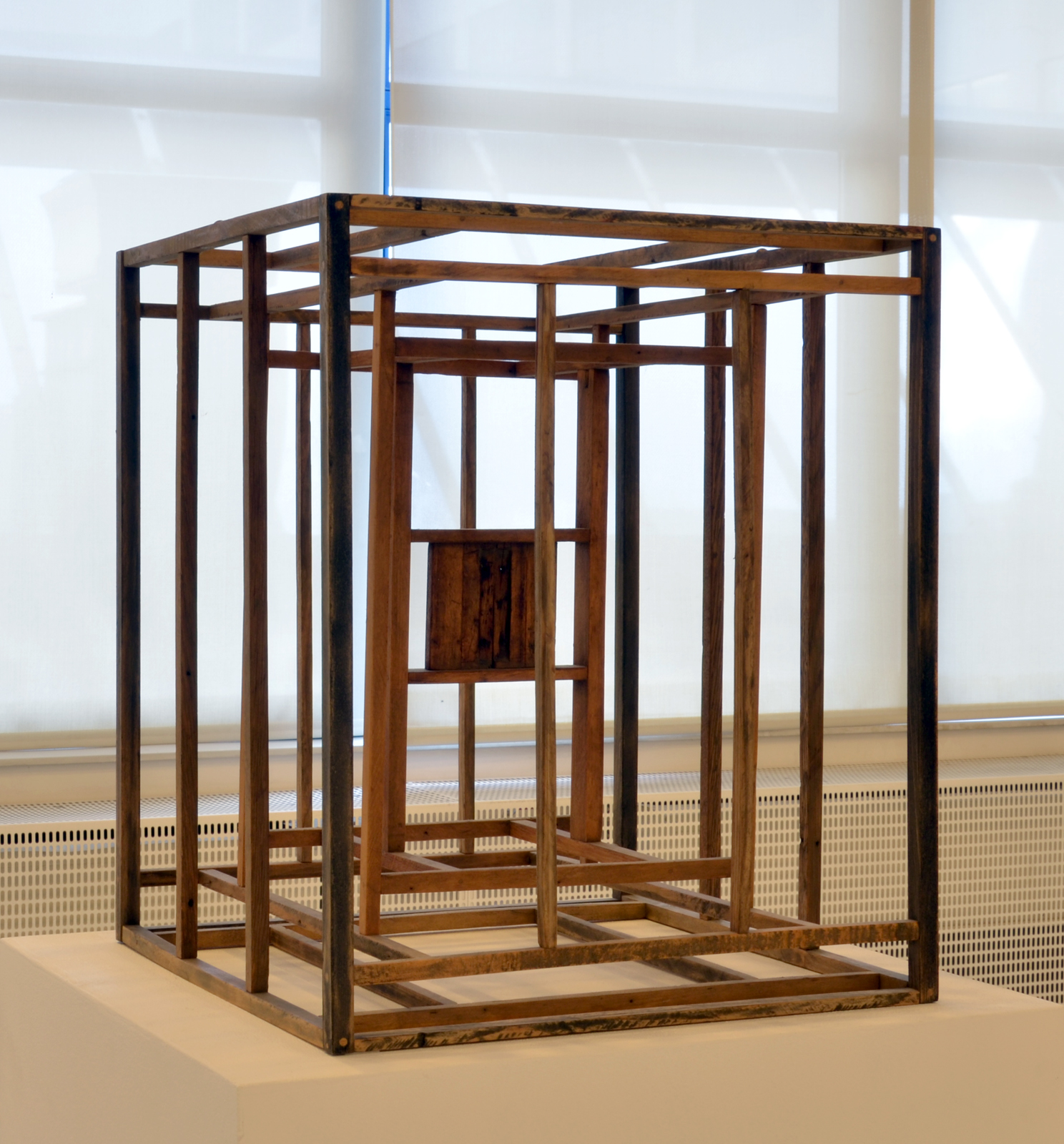
Schránka se čtyřmi malými prkénky, 80.–90. léta
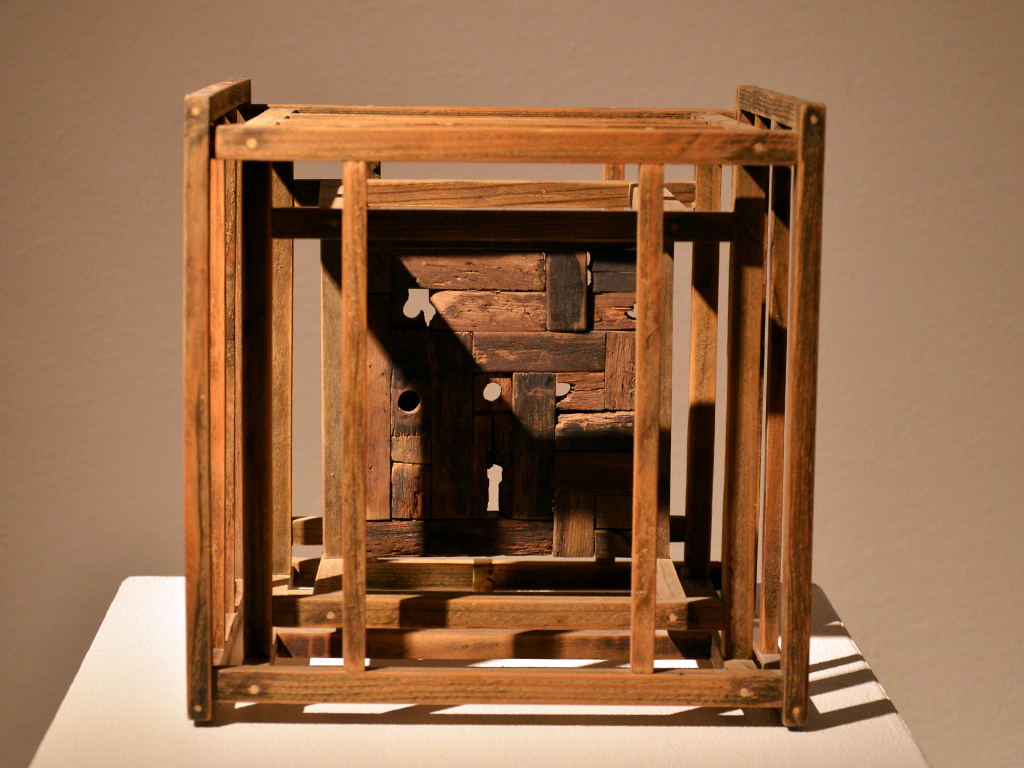
Bez názvu (Schránka), 80. léta, soukromá sbírka
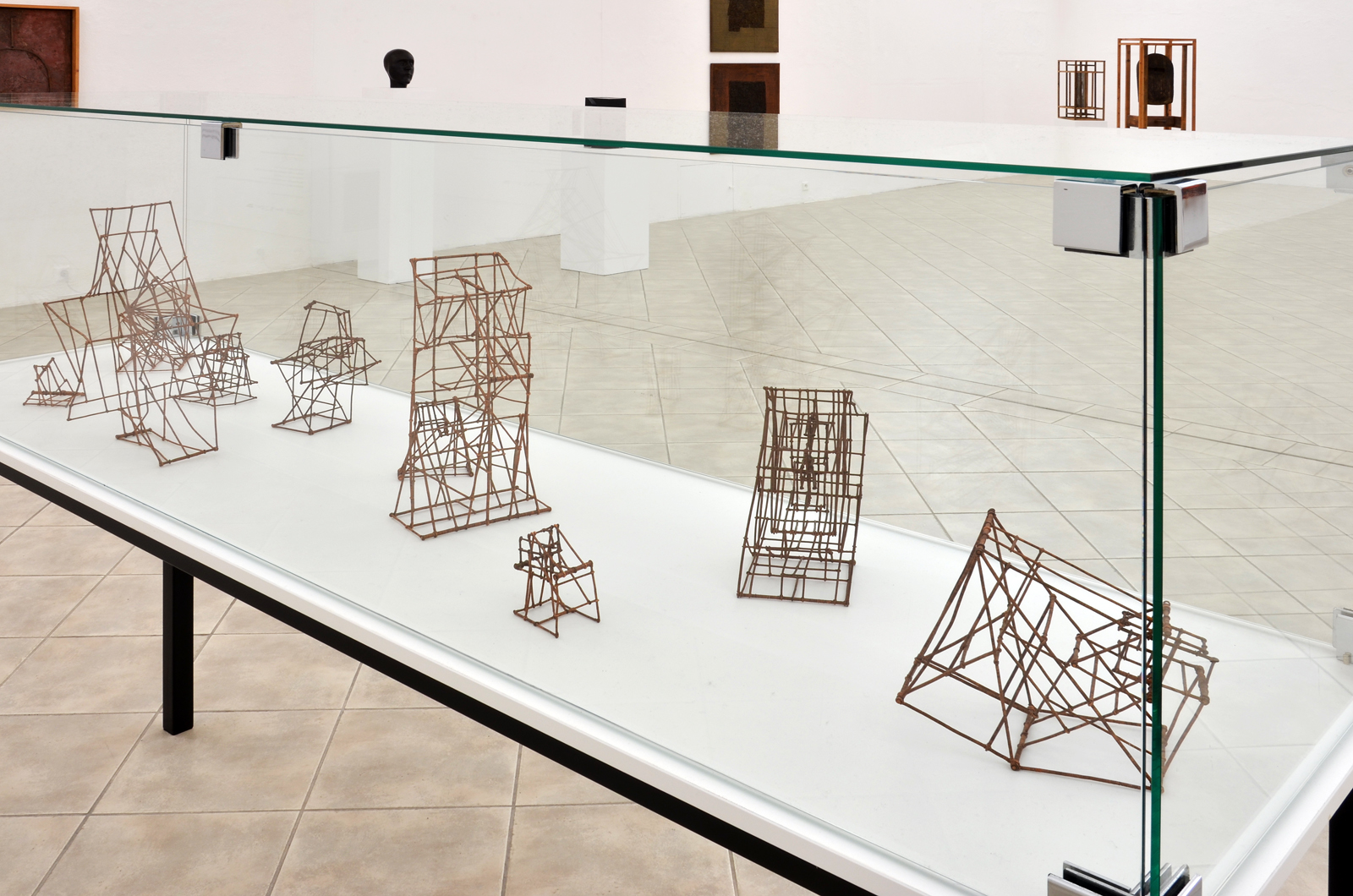
Měděné schrány, po r. 1990

Sekalovy sochy z konce 80. a počátku 90. let mají drobné měřítko a abstraktní geometrické tvary, někdy odkazující k figuraci (Poprsí, 1988). Po návratu z Japonska pocítil potřebu vytvořit sochy s oblým organickým tvarem a realizoval několik variací jejichž základem byl sádrový odlitek nalezeného kamene (Variace na kámen z Kritzendorfu, 1992). V stejné době se zabýval návrhem pomníku spisovatele H.P. Lovecrafta (1990) a návrhem sochy na hrob Alfreda Schmellera a Památníku vídeňských Židů zahubených za války (1992). Mezi lety 1995-1997 přepracoval sádrové sochy, které se mu vrátily z Prahy. Rozřezal a znovu sestavil zejména Vratké stavby, se kterými počítal pro svou retrospektivní výstavu v Galerii hlavního města Prahy. Svou tvůrčí aktivitu Sekal zakončil mimořádným činem, když svůj poslední ateliér půl roku před smrtí proměnil v totální umělecké dílo. Ateliér byl v této podobě znovu instalován jako součást expozice moderního umění Národní galerie v Praze ve Veletržním paláci.
Celá Sekalova tvorba je hluboce introvertní, jak svědčí i následující citát z textu Abdikace:
„Chceme jít svojí cestou, kterou ještě skoro vůbec neznáme. Nechceme se podobat ostatním lidem, jejich tváře se stále víc a více podobají tvářím idiotů. Na tomto zjištění ostatně mnoho nezáleží, vždyť oni nás také pokládají za idioty, tak to bylo vždycky. Nechceme být šťastni po jejich způsobu.“

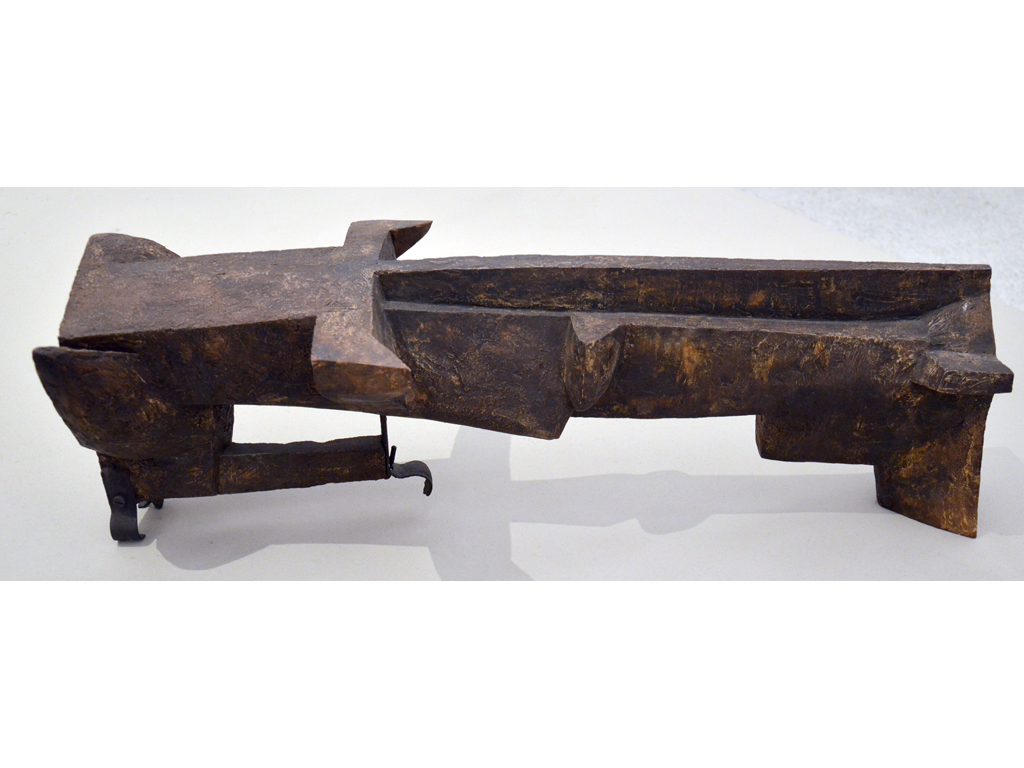
Pluh (patinovaná sádra), 1962, Národní galerie v Praze
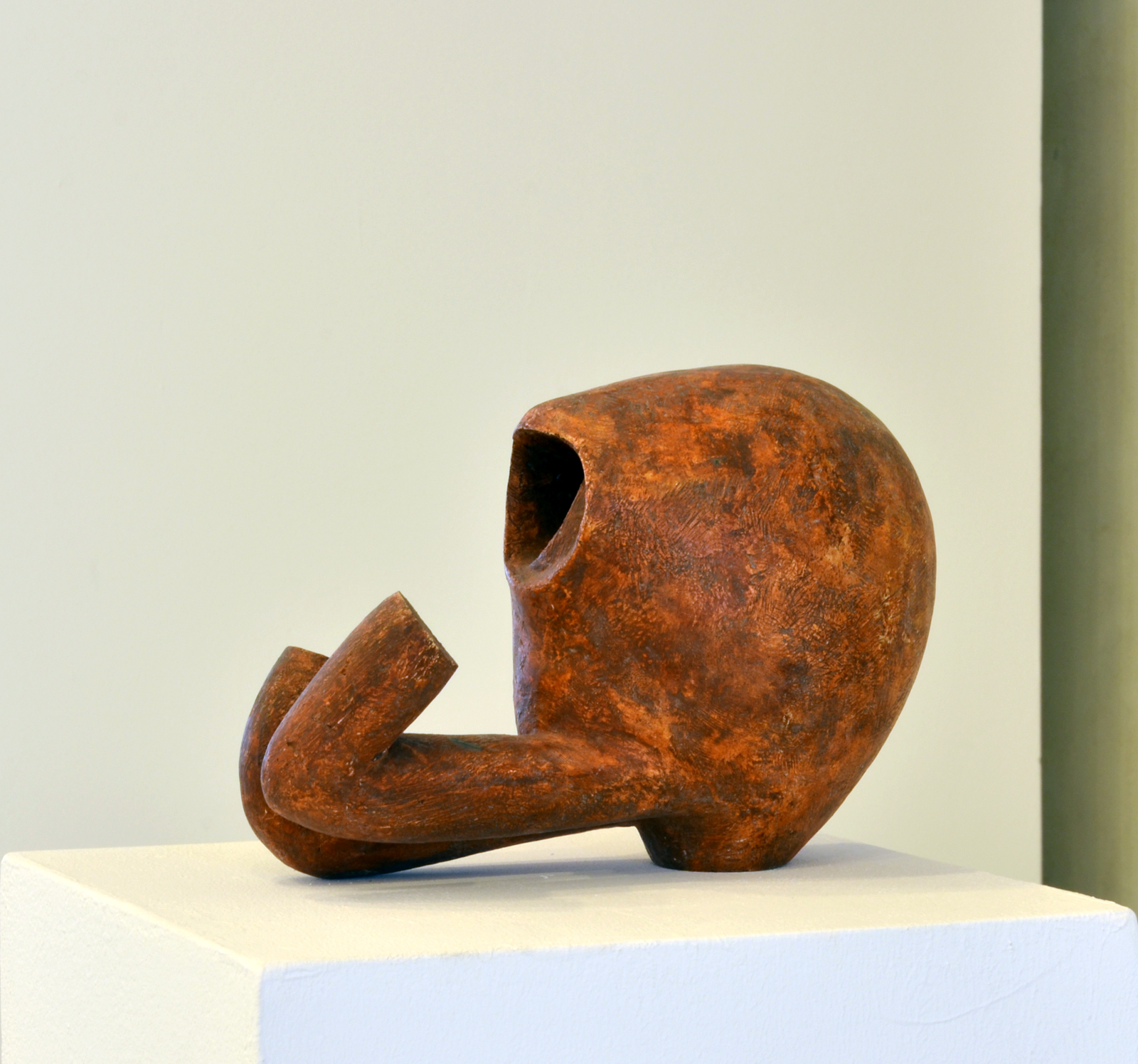
Embryo (1967), patinovaná sádra
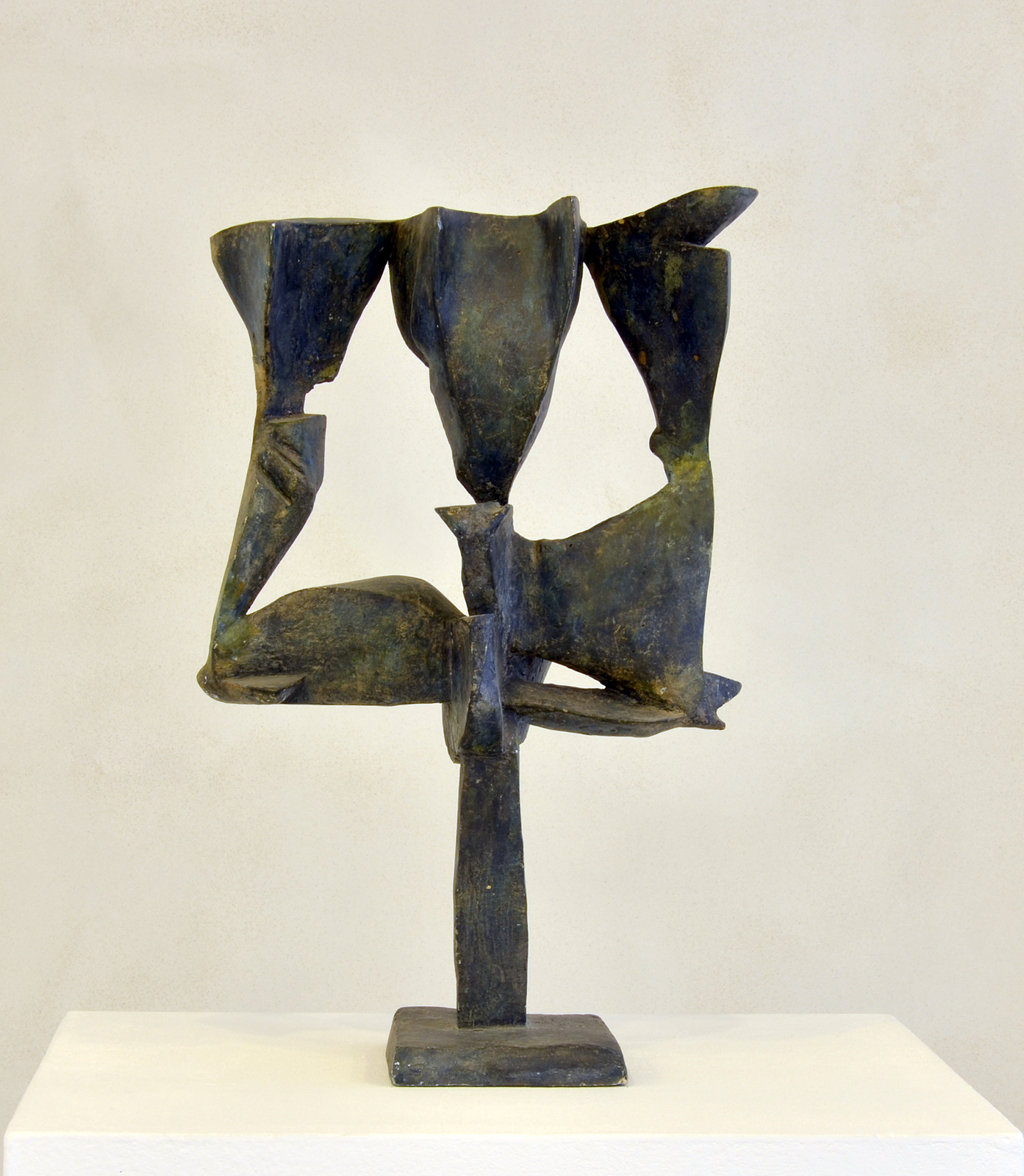
Rostlina jménem O. (1967), patinovaná sádra
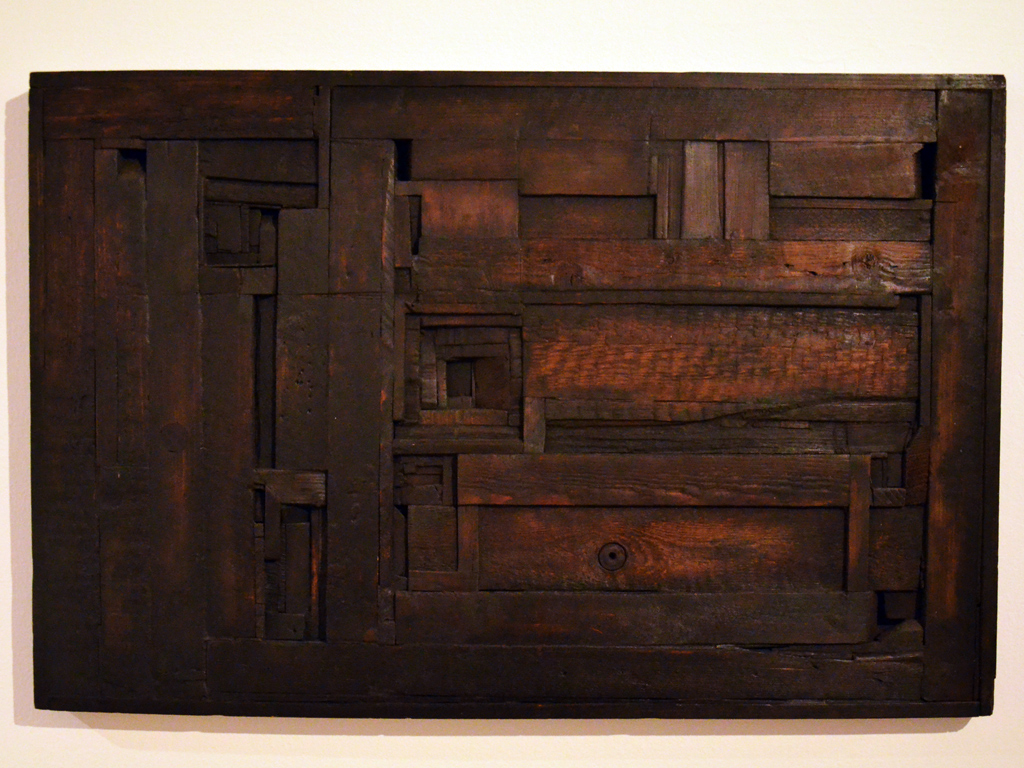
Konce lesa (1960–65), Galerie hlavního města Prahy
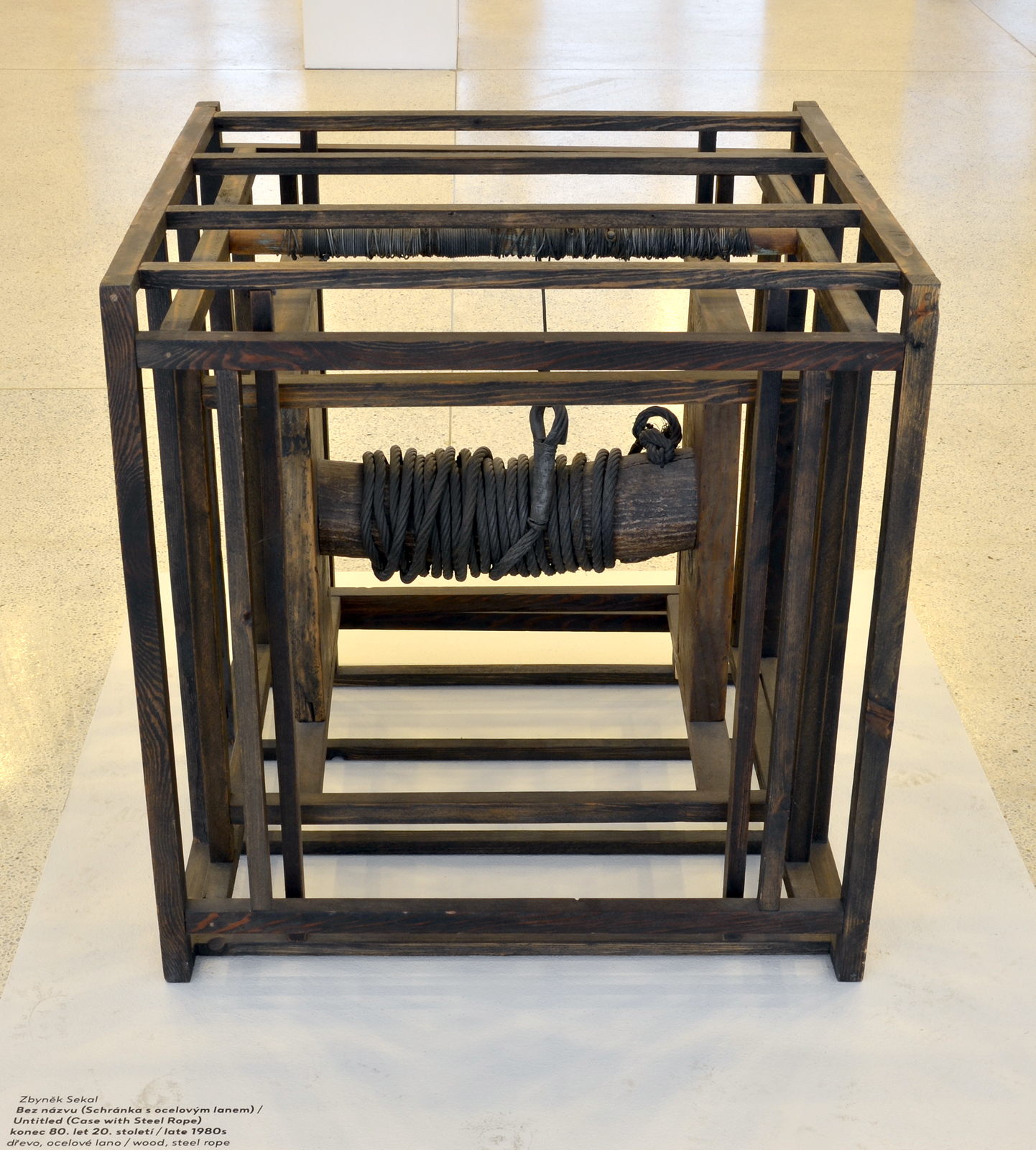
Bez názvu (schránka s ocelovým lanem), konec 80. let
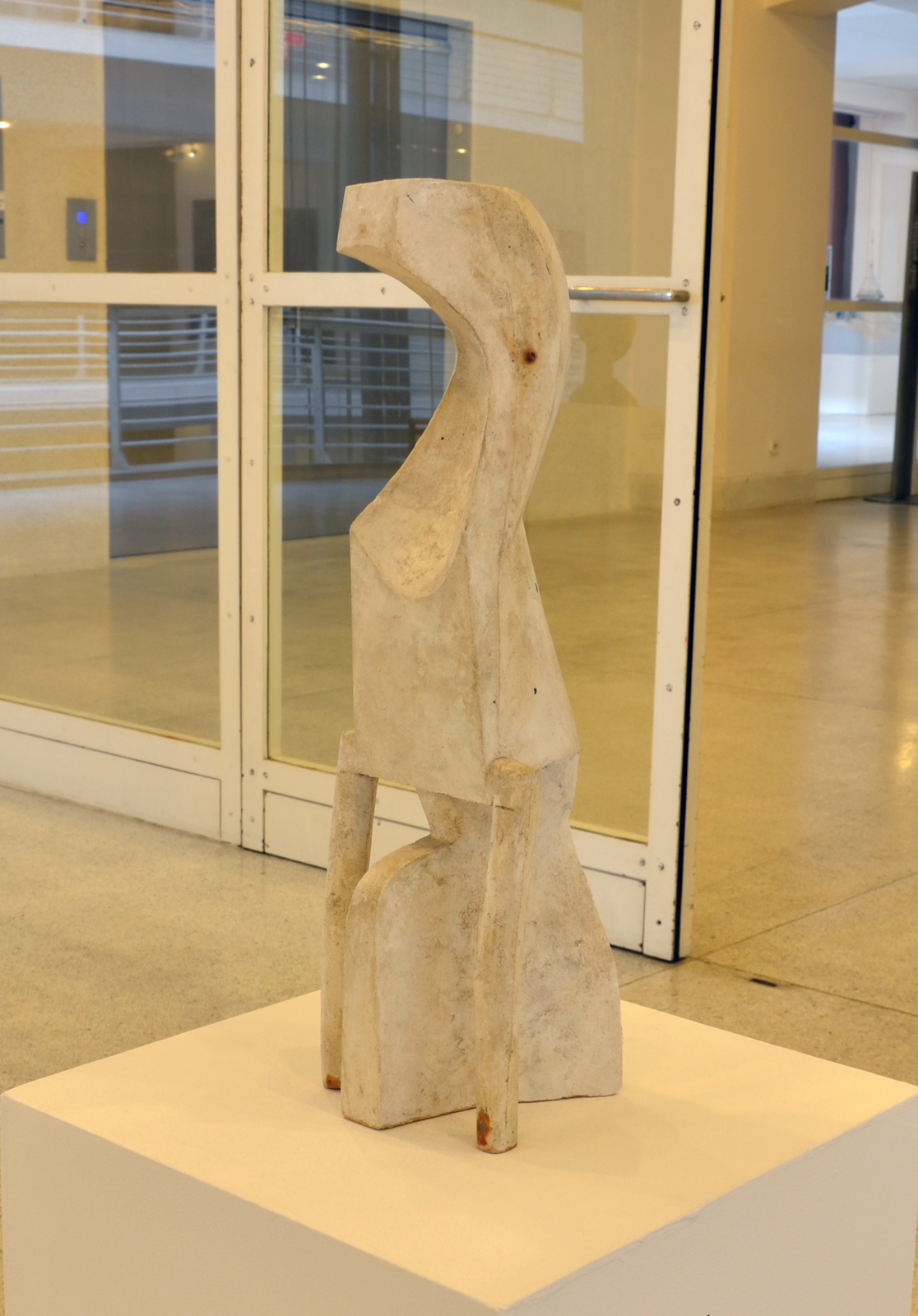
Bez názvu (1992), sádra

### Překlady
- Privátní překlady děl Franze Kafky, některé uveřejněny v revui Nový život
- 1952 Karl Liebknecht proti Kruppovi (Karl Liebknecht gegen Krupp, Walter Bartel), Rovnost, Praha
- 1954 Podstata křesťanství (Das Wesen des Christenthums, Ludwig Feuerbach), Státní nakladatelství politické literatury, Živé odkazy; řada II., sv. 15, Praha
- 1957 Franz Kafka, V trestanecké osadě, (součást výboru deseti novel), Čs. Spisovatel, Praha
- 1958 Don Juan a Faust, antologie (Christian Dietrich Grabbe), SNKLHU, Světová četba; Sv. 195, Praha
- 1959 Zásady filosofie budoucnosti a jiné filosofické práce, antologie (Sämtliche Werke, Band 1, 2, Ludwig Feuerbach), Filosofická knihovna, Práce ČSAV. Sekce ekonomie, práva a filosofie, Praha
- 1960 Dantonova smrt (Dantons Tod, Georg Büchner), Orbis, Edice: Divadelní hry, Praha
- 1963 Proměna (povídka) (Die Verwandlung, Franz Kafka), SNKLU 1. vyd, Praha, 1990 Primus, Praha, ISBN 80-900078-2-1
- 1968 Kočka a myš (Katz und Maus, Günter Grass), Odeon, Edice: Soudobá světová próza. Malá řada, Praha, 3. vyd. 2009, Atlantis Praha, ISBN 978-80-7108-312-2
- 1992 Plechový bubínek (Die Blechtrommel, Günter Grass), Odeon, Edice: Klub čtenářů. Prestižní klub, Praha, ISBN 80-207-0391-8
- 1996 O válce (Vom Kriege, Carl von Clausewitz), Vyd. 2., v nakl. Bonus A, Brno, ISBN 80-85914-27-1, 2008 Academia, Praha, ISBN 978-80-200-1598-3

### Texty
- Abdikace (1951), použito jako závěrečná kapitola knihy Bohumila Hrabala Něžný barbar
- Ralentir travaux LXV (1965), Výtvarné umění 1/66
- Deníky - Sekal si psal podrobný deník od raného mládí, prakticky denně, jen zřídka s delšími pauzami. Deník pro něj jako introverta byl partnerem dialogu a místem pro sebereflexi a permanentní intelektuální revizi svého díla.[44] Starší zápisy v úsilí o perfektnost často přepisoval a dostaly formu literatury určené ke zveřejnění. V posledních letech života tato potřeba zesílila a stal se z ní rituální stereotyp - jakási kontinuální litanie členěná identickou vstupní formulí, v níž uvádí přesný čas i svou polohu v prostoru. Z deníků je zřejmá jeho posedlost prací, která se stala i jeho zápasem o život.[45]

### Ilustrace
- 1947 Viktor Dyk: Krysař

### Typografie (výběr)
Návrhy obálek
- Breton A: Magnetická pole, Meyrink G: Golem, Kafka F: Proměna, Lorca F. G: Básník v New Yorku, Kesten H: Šťastní lidé, Kisch E. E: Americký ráj

Katalogy výstav
- vlastní – 1965, 1969, 1988, 1997,
- jiných autorů (Eva Kmentová, Adolf Hoffmeister, Mikuláš Medek, Jan Svoboda, Ladislav Novák, Zdeněk Palcr, Stanislav Podhrázský, Etapa, Grafika 65, Současné umění z Rakouska)

Filmové plakáty
- Vítr se utišil před svítáním (1960), Zkušební jízda (1962), Sváteční vyjížďka (1964)

Obálky a typografie
- 1962/1964 Malá řada soudobé světové prózy, Státní nakladatelství krásné literatury a umění, n.p., Praha
- 1967/1970 Odeon, nakladatelství krásné literatury a umění, n.p., Praha
- 1969 revue Světová literatura
- 60. léta Edice Albatros, Státní nakladatelství dětské knihy

### Výtvarné realizace

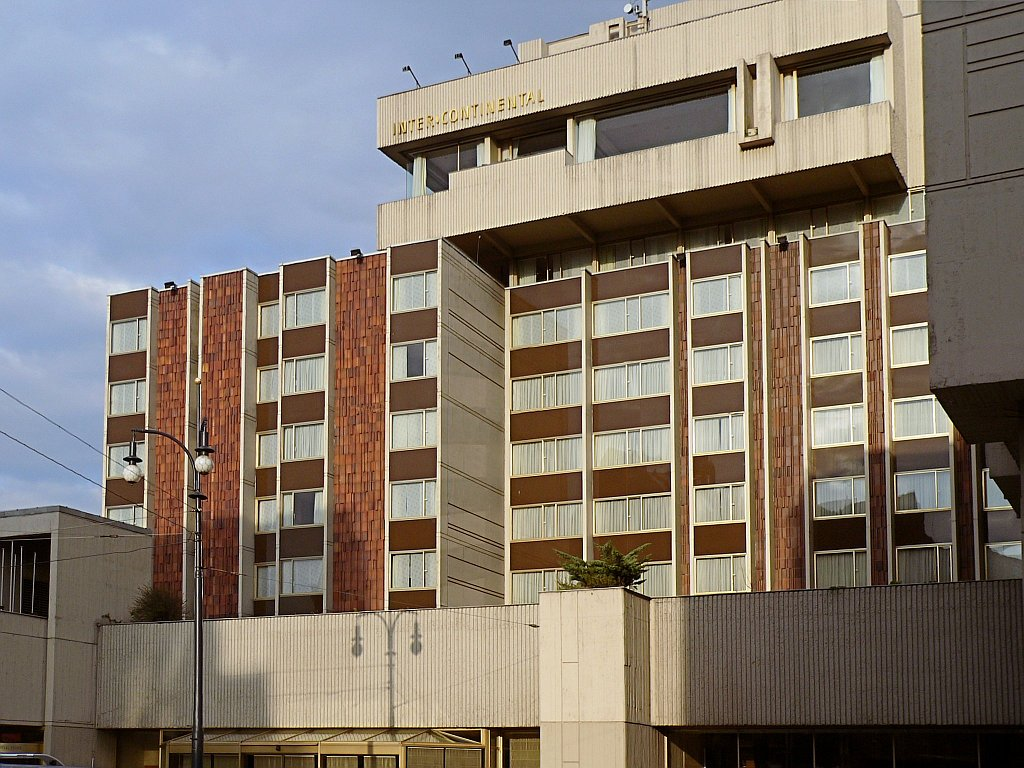
Hotel Intercontinental, Praha

- 1968 Hotel Intercontinental, Praha - svislé pásy z kabřincových tvarovek[46]
- 1970 Dřevěný skládaný reliéf, dům Davida Hansena, Düsseldorf
- 1977/1979 Oltář, ambon, tabernákl, Kostel Lustenau, Vorarlbersko

## Dědictví
Marie Sekal (1943-2023) odkázala díla svého manžela těmto institucím: Hlavní město Praha, Národní galerie v Praze, Muzeum umění v Olomouci, Západočeské muzeum v Plzni, Grafická sbírka Albertina Vídeň, Vídeňské muzeum (Wien Museum) ve Vídni, Rakouská galerie ve vídeňském Belvederu a Slovenská národní galerie.

## Ocenění
1984 Cena města Vídně, sochařství

## Zastoupení ve sbírkách
- Národní galerie v Praze[48]
- Moravská galerie v Brně[49]
- Muzeum umění Olomouc
- Alšova jihočeská galerie v Hluboké nad Vltavou
- Galerie Středočeského kraje v Kutné Hoře
- Galerie Klatovy, Klenová
- Oblastní galerie v Liberci
- Galerie Benedikta Rejta, Louny
- Galerie hlavního města Prahy
- Galerie umění Karlovy Vary
- Severočeská galerie výtvarného umění v Litoměřicích
- Galerie moderního umění v Roudnici nad Labem
- Galerie moderního umění v Hradci Králové
- Galerie výtvarného umění v Chebu
- Západočeská galerie v Plzni
- Generali Foundation, Vídeň
- Museum Bochum, Bochum
- Museum des 20. Jahrhunderts (20er Haus) / Museum Moderner Kunst, Vídeň
- Rupertinum, Salcburk
- Soukromé sbírky doma a v zahraničí

## Výstavy

### Samostatné výstavy
- 1961 Sochy, galerie na Karlově náměstí
- 1965 Sochy – reliéfy: 1948–1965, Galerie Václava Špály, Praha
- 1965 Sochy – reliéfy: 1948–1965, Dům pánů z Kunštátu, Brno
- 1965 Zbyněk Sekal: asambláže, Miloslav Chlupáč: sochy, Galerie Greichenberisl, Vídeň
- 1969 Skládané obrazy a sochy, Galerie Václava Špály, Praha
- 1971 Bilder und Skulpturen, Galerie im Griechenbeisl, Vídeň
- 1977 Zusammengesetzte Bilder, Zeichnungen, Neue Galerie des Landesmuseum Joanneum in Graz, Museum Bochum, Museum des 20. Jahrhunderts, Vídeň
- 1982, 1985, 1987 Geflechte Anwendungen eines Verfahrens, Neue Galerie, Vídeň
- 1988 Bronzek, Zeichnungen, Neue Galerie, Wien, Vídeň
- 1990 Galerie Stubenbastei, Vídeň
- 1991 Scultore, Studio oni de Rossi, Verona
- 1991 Rupertinum, Salcburk
- 1992 Skulpturen, Materialbilder, Zeichnungen, Gerüste 1967–1991, Künstlerhaus Klagenfurt
- 1992/93 Některé práce z let 1940–1992, Dům umění města Brna, Dům umění v Opavě, Galéria Médium, Bratislava
- 1997 Práce za posledních pětapadesát let / Arbeiten aus den letzten fünfundfünfzig Jahren, Městská knihovna, Praha
- 2003 Plastiky a reliéfy 1959–1994, Galerie Ztichlá klika, Praha, Galerie Caesar, Olomouc
- 2010 Skládané obrazy, sochy a schránky, Brno Gallery CZ, Brno
- 2012 Skládané obrazy a schránky, Topičův salon, Praha
- 2013 Zbyněk Sekal & Jindřich Zeithamml, Galerie Závodný, Mikulov
- 2014 Sekal a Japonsko. Pozdrav vzdálené zemi – Pozdrav ze vzdálené země, Západočeská galerie v Plzni, výstavní síň Masné krámy, 27. červen – 21. září 2014, kurátorka Marie Klimešová[50]
- 2015 A věci se zvolna berou před se, Muzeum umění Olomouc, 10. září 2015–14. února 2016[51]
- 2016 Mladý Sekal – Kresby z lágru a jiné…, Památník Terezín, předsálí kina Malé pevnosti, 6. dubna–30. června 2017[52]
- 2020 Zbyněk Sekal, Belvedere Museum Wien, Vídeň, 28. srpen 2020 - 14. únor 2021, kurátor Harald Krejci.[53]
- 2022 Kresby a komorní plastiky, Becherova vila, Karlovy Vary, 13. květen až 26. červen 2022, kurátorka Duňa Slavíková. Na výstavě byly vystaveny kresby a menší plastiky, mezi nimi dosud veřejně nevystavená intimní díla, která vytvořil pro svou manželku.[54][55][56]
- 2023 Zbyněk Sekal: Sekal 100, Muzeum Liaunig, Rakousko, poté Museum Kampa, Praha, 1. dubna - 2. července 2023[57]

### Společné (výběr)
- 1957 Mladé umění / Tvůrčí skupina Máj 57, Obecní dům, Praha
- 1958/59 Umění mladých výtvarníků Československa 1958. Obrazy a plastiky, Jízdárna Pražského hradu, Dům umění města Brna
- 1958 2. výstava Skupiny Máj 57, Palác Dunaj, Praha, Varšava
- 1961 Nejkrásnější knihy roku 1960, VŠUP, Praha
- 1961 Tvůrčí skupina Máj, Poděbrady
- 1963 Umění 1900–1963, Alšova jihočeská galerie v Hluboké nad Vltavou
- 1964 Výstava D, Galerie Nová síň, Praha
- 1964 Tvůrčí skupina Máj, Galerie Nová síň, Praha
- 1964 Socha 1964, Liberec
- 1965 Tschechoslowakische Kunst heute: Profile V, Städtische Kunstgalerie, Bochum
- 1965 Grafika 65, Vlastivědné museum, Písek
- 1965 Sochařská bilance 1955–1965, Olomouc
- 1965 Objekt, Galerie Václava Špály, Praha
- 1965 Małarstwo a rzeźba z Pragi, Krakov
- 1965 Keramik aus 12 ländern, Internationaler Künstlerclub IKC (Palais Pálffy), Vídeň
- 1965 La transfiguration de l'art tcfhéque: Peinture - sculpture - verre - collages, Palais de Congres, Liege
- 1966 Nové cesty: Přehlídka současné avantgardy, Dům umění, Zlín
- 1966 Jarní výstava 1966, Mánes, Praha
- 1966 Tschechoslowakische Kunst der Gegenwart, Akademie der Künste, Berlín
- 1966 Tokyo International Exhibition of Art, Tokyo
- 1966 Aktuální tendence českého umění. Obrazy, sochy, grafika, Galerie Václava Špály, Praha
- 1966 Tschechoslowakische Plastik von 1900 bis zur Gegenwart, Museum Folkwang, Essen
- 1967 Moderne Kunst aus Prag, Celle, Soest, Kunsthalle zu Kiel
- 1967 Mostra d'arte contemporanea cecoslovacca, Castello del Valentino, Turín
- 1967 17 tsjechische kunstenaars (17 českých umělců), Galerie Orez, Den Haag
- 1967 Obraz 67. Celostátní výstava současné malířské tvorby, Uměleckoprůmyslové muzeum, Brno
- 1968 Deset sochařských vyznání, Galerie Fronta, Praha
- 1968 Nové věci, Galerie Václava Špály, Praha
- 1968 Socha piešťanských parkov '68, Piešťany
- 1968 300 malířů, sochařů, grafiků 5 generací k 50 létům republiky, Praha
- 1968 Sculpture tchècoslovaque de Myslbek à nos jours, Musée Rodin, Paříž
- 1969 L'art tcheque actuel, Renault Champs - Élysées, Paříž
- 1969 Arte contemporanea in Cecoslovacchia, Galleria Nazionale d'Arte Moderna e Contemporanea (GNAM), Řím
- 1970 Tschechische Skulptur des 20. Jahrhunderts: Von Myslbek bis zur Gegenwart, Schloß Charlottenburg - Orangerie, Berlín
- 1971 Imago, Galerie im Greichenbeisl, Schloss Lengenfeld
- 1974 Wiener Secession, Krems
- 1974 Neue Mitglieder der Wiener Secession, Wien
- 1974 Tschechische Künstler, Galerie Wendtorf + Swetec, Düsseldorf
- 1976 Parallelaktion, Neue Kunst aus Österreich, Von der Heydt Museum, Wuppertal
- 1980 Die Kunst Osteuropas im 20. Jahrhundert, Garmisch-Partenkirchen
- 1982 Künstler, Die kamen und blieben, Secession, Wien
- 1983/84 Das Prinzip Hoffnung. Aspekte der Utopie in der Kunst und Kultur des 20. Jahrhunderts, Museum Bochum
- 1989 Wo bleibst du, Revolution?, Museum Bochum, Bochum
- 1990 Polymorphie: Kunst als subversives Element Tschechoslowakei 1939–1990, Martin-Gropius-Bau, Berlín
- 1990 Galerie Stubenbastei, Wien
- 1991 Rupertinum, Salcburk
- 1991 Studio Toni de Rossi, Verona
- 1991 Český informel. Průkopníci abstrakce z let 1957–1964, GHMP, Praha
- 1992 České výtvarné umění 1960–1990, Středočeská galerie, Praha
- 1993 České výtvarné umění 1930–1960, České muzeum výtvarných umění, Praha
- 1993/94 Záznam nejrozmanitějších faktorů… České malířství 2. poloviny 20. století ze sbírek státních galerií, Jízdárna Pražského hradu
- 1994 Šedá cihla 66/1994 Exil, Galerie U Bílého jednorožce, Klatovy
- 1994 Ohniska znovuzrození, GHMP, Městská knihovna, Praha
- 1997 Aspekte imaginativer Kunst im 20. Jahrhundert: Profil und Perspektiven einer Sammlung, Museum Bochum, Kunstverein Gütersloh
- 1997 České imaginativní umění, Galerie Rudolfinum, Praha
- 1999 Umění zrychleného času. Česká výtvarná scéna 1958–1968, Praha, Cheb
- 2001 Bilance II, Obrazy a sochy, Galerie umění Karlovy Vary
- 2001/02 Objekt – objekt: Metamorfózy v čase / Object – object: Metamorphoses in time, Dům U Černé Matky Boží, Praha, Pražákův palác, Brno
- 2002/04 Svět hvězd a iluzí. Český filmový plakát 20. století, Moravská galerie v Brně, Mánes, Praha, České centrum New York, České centrum Londýn, Generální konzulát České republiky, Los Angeles, České kultúrné centrum, Bratislava, České centrum Drážďany, Generální konzulát České republiky, Hongkong, Galerie umění Karlovy Vary, Macao Museum of Art
- 2003 Umění je abstrakce. Česká vizuální kultura 60. let, Jízdárna Pražského hradu, Uměleckoprůmyslové muzeum, Brno, Salon, Kabinet, Olomouc
- 2004/06 Šedesátá / The sixties, Ze sbírky Galerie Zlatá husa v Praze, Dům umění města Brna, Galerie umění Karlovy Vary
- 2007 Skupina Máj 57, Pražský hrad, Císařská konírna, Praha
- 2007/8 Soustředěný pohled / Focused View. Grafika 60. let ze sbírek členských galerií Rady galerií České republiky, Oblastní galerie v Liberci, Liberec (Liberec), Oblastní galerie Vysočiny v Jihlavě
- 2008 Nechci v kleci! / No cage for me!, Muzeum umění Olomouc
- 2008 Na zkoušku v ráji? Umění šedesátých let ze sbírek Západočeské galerie v Plzni, Výstavní síň „13“, Plzeň
- 2008/09 České a slovenské umění 60. let 20. století, Trenčín, Liptovský Mikuláš, Zlín, Ostrava
- 2010 Česká koláž ze sbírky Pražské plynárenské, Galerie Smečky, Praha
- 2010 New Sensitivity, National Art Museum of China, Beijing
- 2010 Roky ve dnech. České umění 1945–1957, GHMP, Městská knihovna, Praha
- 2010 Realita je víc než fikce: Asambláž jako tvůrčí princip v českém umění 60. a 70. let, Dům pánů z Kunštátu, Brno
- 2010 České umění v exilu / Tschechische Kunst im Exil Wien, Galerie G, Olomouc
- 2012 České moderní umění, Galerie výtvarného umění v Chebu
- 2012 Od Tiziana po Warhola: Muzeum umění Olomouc 1951–2011
- 2012/13 Československý filmový plakát 1959–1989, Wortnerův dům Alšovy jihočeské galerie, České Budějovice